# Dives-sur-Mer
Dives-sur-Mer est une commune française, située dans le département du Calvados en région Normandie, peuplée de 5 129 habitants.

## Géographie

### Localisation
La commune de Dives-sur-Mer est située au bord de l'estuaire de la Dives et de la Manche sur la Côte Fleurie. De plus, elle est l'une des communes les plus peuplées du pays d'Auge. 
Dives-sur-Mer est limitrophe de Cabourg et de Houlgate. Elle est située à vol d'oiseau à 14 km de Deauville, 22 km de Caen, 28 km de Lisieux et 29 km du Havre.
Dives-sur-Mer est également le centre d'une unité urbaine (ou agglomération au sens de l'Insee) avec Cabourg et Houlgate de 12 498 habitants.

### Communes limitrophes
Les communes limitrophes sont Cabourg, Gonneville-sur-Mer, Grangues, Houlgate, Périers-en-Auge et Varaville.

### Géologie et relief
Le territoire de Dives-sur-Mer s'étend de la cuesta de la Dives à l'ouest jusqu'au plateau du pays d'Auge à l'est. L'altitude varie de 0 m au niveau de l'estuaire de la Dives à 135 m pour le point culminant au niveau du lieu-dit de Trousseauville.
La géologie de Dives-sur-Mer se rattache à une formation cénozoïque dite en « pile d'assiettes » du bassin sédimentaire de la région parisienne, bruxelloise et londonienne et par une période glaciaire quaternaire dans une zone de distension qui survient au Trias et donne naissance à la Manche.
En arrivant à la mer, la Dives forme une vallée de déblaiement de formation glaciaire quaternaire. Ce déblaiement a attaqué la « pile d'assiettes » marno-calcaire que constitue la superposition des étages géologiques du bassin anglo-parisien, composée d'une partie des étages du Jurassique inférieur (Lias), moyen (Dogger) et supérieur (Malm) et du Crétacé inférieur et supérieur. Ce même déblaiement est la cause de la création d'une cuesta qui sépare la vallée du pays d'Auge.

### Hydrographie
La commune est située dans le bassin Seine-Normandie. Elle est drainée par la Dives, le cours d'eau 02 de la commune de la Dives-sur-Mer et le canal 01 de l'Eglise,,.

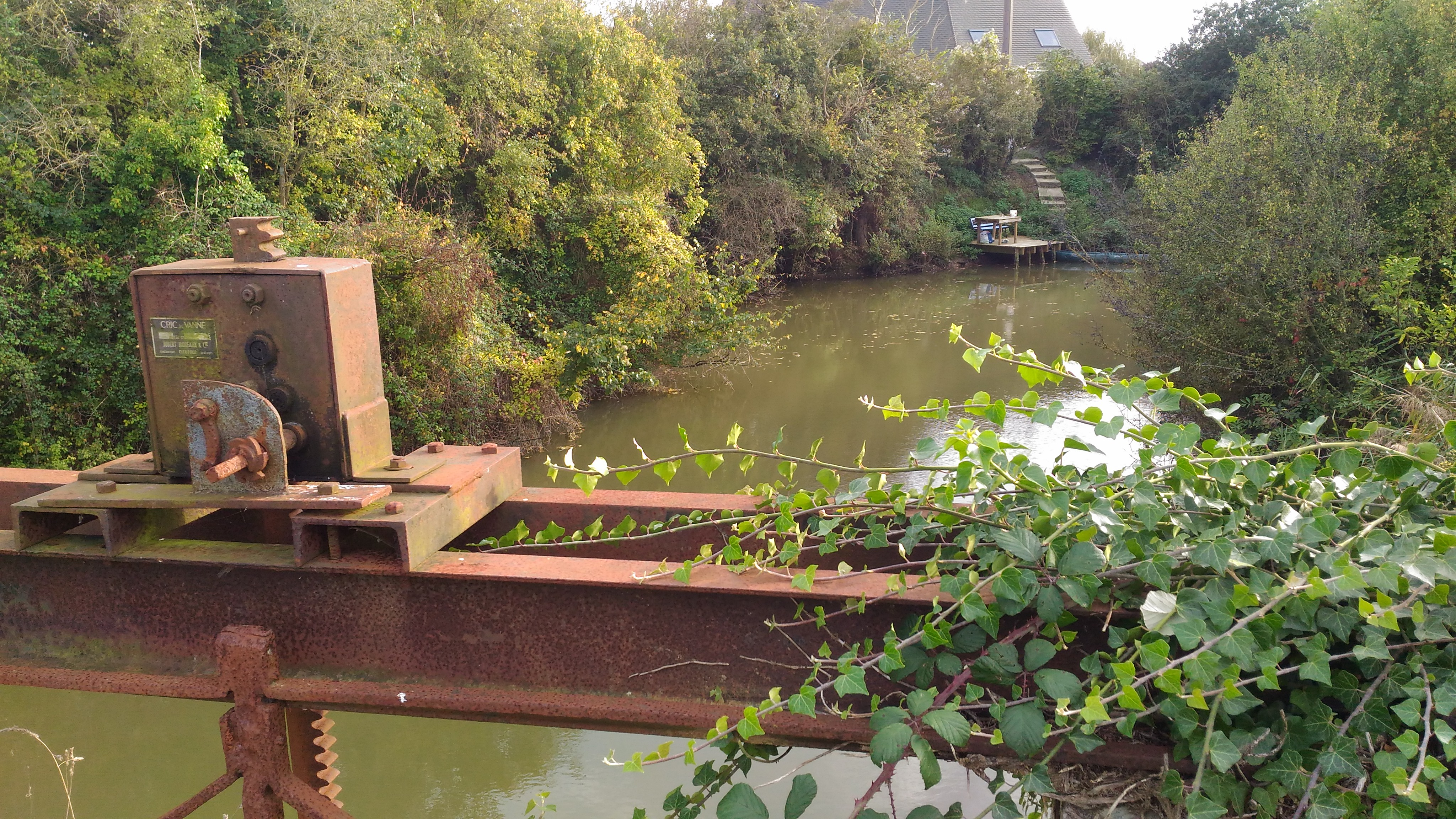
Une vue du marais de Dives-sur-Mer.

La Dives, d'une longueur de 105 km, sépare la commune de Cabourg en formant la limite ouest et nord où elle forme un estuaire qui devient plus ou moins important selon les marées. Elle prend sa source dans la commune de Gouffern en Auge et se jette  dans la baie de Seine en limite de Cabourg et de Dives-sur-Mer, après avoir traversé 34 communes. Les marais de la Dives, non loin de la commune, ont commencé à être asséchés dès le Moyen Âge par les moines de l'abbaye Saint-Martin de Troarn puis ont été assainis par creusement de canaux. Le lit de la Dives a été amélioré par les ponts et chaussées pour faciliter son écoulement dans la Manche, elle forme maintenant une boucle avant de se jeter dans la mer.

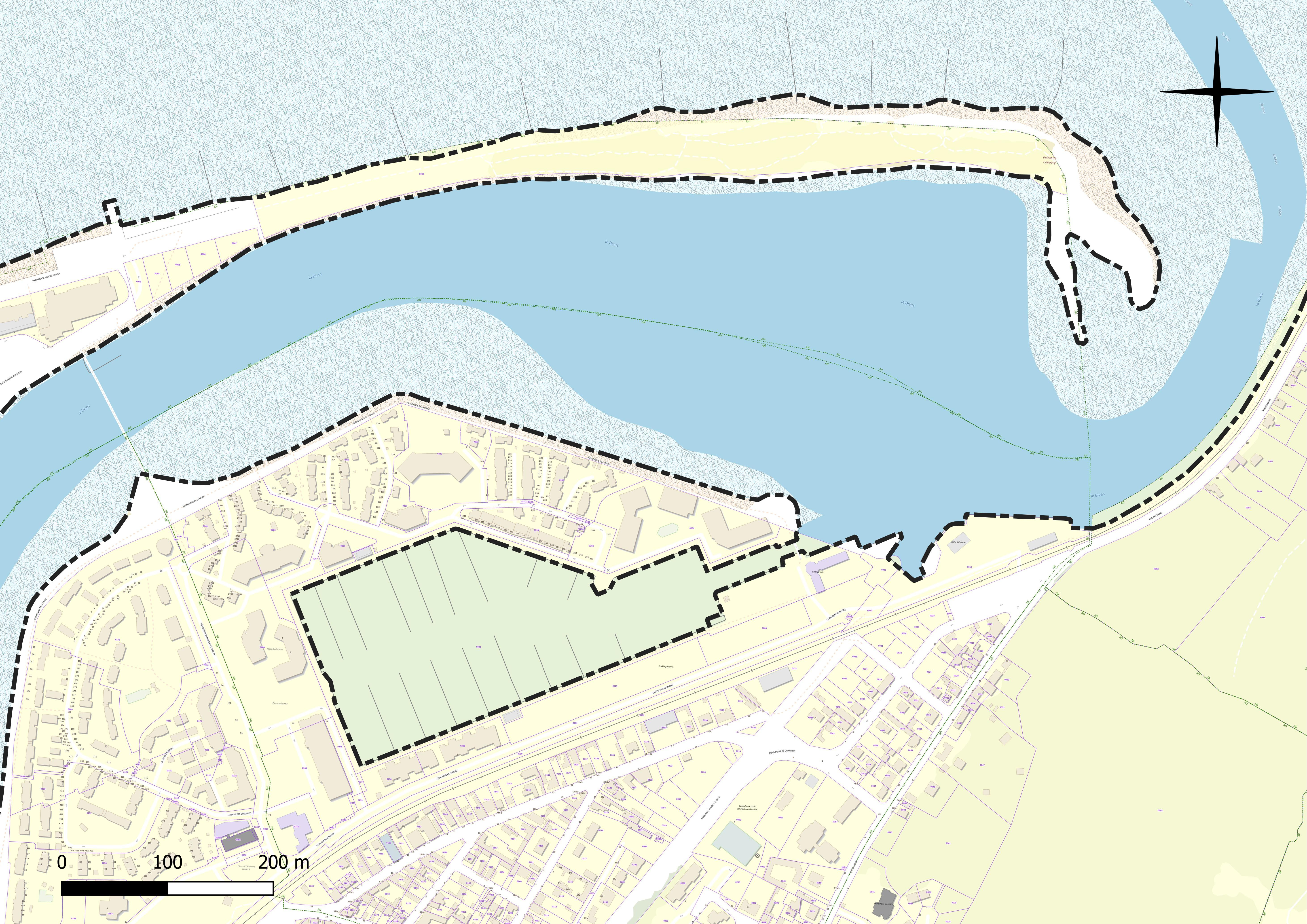
Porte de Dives-sur-Mer.
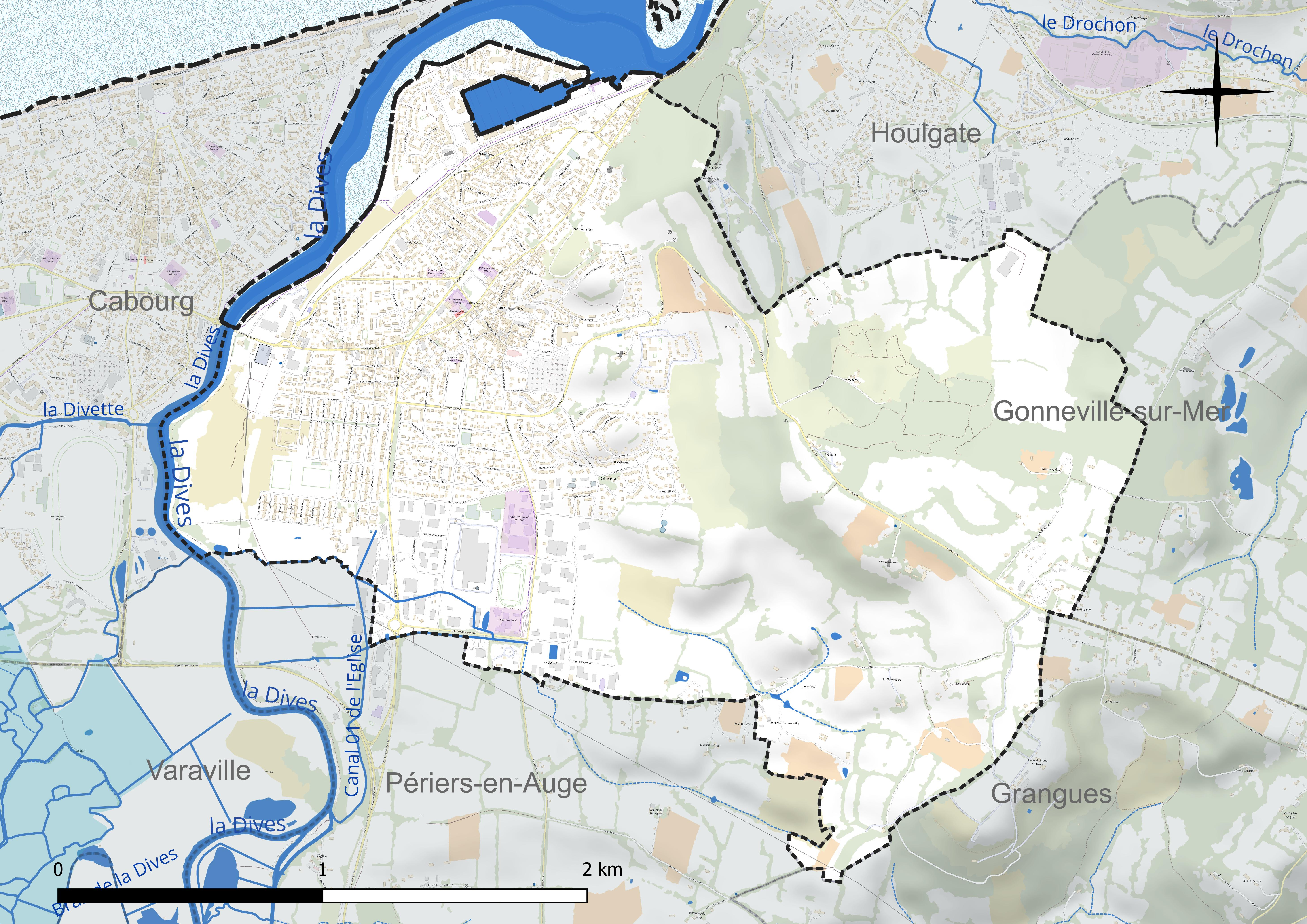
Réseau hydrographique de Dives-sur-Mer.

### Climat
Pour des articles plus généraux, voir Climat de la Normandie et Climat du Calvados.
En 2010, le climat de la commune est de type climat océanique altéré, selon une étude du CNRS s'appuyant sur une série de données couvrant la période 1971-2000. En 2020, Météo-France publie une typologie des climats de la France métropolitaine dans laquelle la commune est exposée à un climat océanique et est dans la région climatique Normandie (Cotentin, Orne), caractérisée par une pluviométrie relativement élevée (850 mm/a) et un été frais (15,5 °C) et venté. Parallèlement le GIEC normand, un groupe régional d'experts sur le climat, différencie quant à lui, dans une étude de 2020, trois grands types de climats pour la région Normandie, nuancés à une échelle plus fine par les facteurs géographiques locaux. La commune est, selon ce zonage, exposée à un « climat des plateaux abrités », correspondant à la plaine agricole de Caen à Falaise, sous le vent des collines de Normandie et proche de la mer, se caractérisant par une pluviométrie et des contraintes thermiques modérées.
Pour la période 1971-2000, la température annuelle moyenne est de 10,8 °C, avec une amplitude thermique annuelle de 12,2 °C. Le cumul annuel moyen de précipitations est de 721 mm, avec 11,5 jours de précipitations en janvier et 7,6 jours en juillet. Pour la période 1991-2020, la température moyenne annuelle observée sur la station météorologique la plus proche, située sur la commune de Sallenelles à 10 km à vol d'oiseau, est de 11,8 °C et le cumul annuel moyen de précipitations est de 735,8 mm,. Pour l'avenir, les paramètres climatiques de la commune estimés pour 2050 selon différents scénarios d'émission de gaz à effet de serre sont consultables sur un site dédié publié par Météo-France en novembre 2022.

## Urbanisme

### Typologie
Au 1er janvier 2024, Dives-sur-Mer est catégorisée petite ville, selon la nouvelle grille communale de densité à 7 niveaux définie par l'Insee en 2022. Elle appartient à l'unité urbaine de Dives-sur-Mer, une agglomération intra-départementale dont elle est ville-centre,. Par ailleurs la commune fait partie de l'aire d'attraction de Dives-sur-Mer, dont elle est la commune-centre,. Cette aire, qui regroupe 12 communes, est catégorisée dans les aires de moins de 50 000 habitants,.
La commune, bordée par la baie de Seine, est également une commune littorale au sens de la loi du 3 janvier 1986, dite loi littoral. Des dispositions spécifiques d'urbanisme s'y appliquent dès lors afin de préserver les espaces naturels, les sites, les paysages et l'équilibre écologique du littoral, tel le principe d'inconstructibilité, en dehors des espaces urbanisés, sur la bande littorale des 100 mètres, ou plus si le plan local d'urbanisme le prévoit.

### Occupation des sols
L'occupation des sols de la commune, telle qu'elle ressort de la base de données européenne d'occupation biophysique des sols Corine Land Cover (CLC), est marquée par l'importance des territoires agricoles (51,8 % en 2018), en diminution par rapport à 1990 (56,4 %). La répartition détaillée en 2018 est la suivante : prairies (43,7 %), zones urbanisées (33,1 %), zones industrielles ou commerciales et réseaux de communication (8,6 %), zones agricoles hétérogènes (8 %), eaux maritimes (4,6 %), forêts (2 %). L'évolution de l'occupation des sols de la commune et de ses infrastructures peut être observée sur les différentes représentations cartographiques du territoire : la carte de Cassini (XVIIIe siècle), la carte d'état-major (1820-1866) et les cartes ou photos aériennes de l'IGN pour la période actuelle (1950 à aujourd'hui).

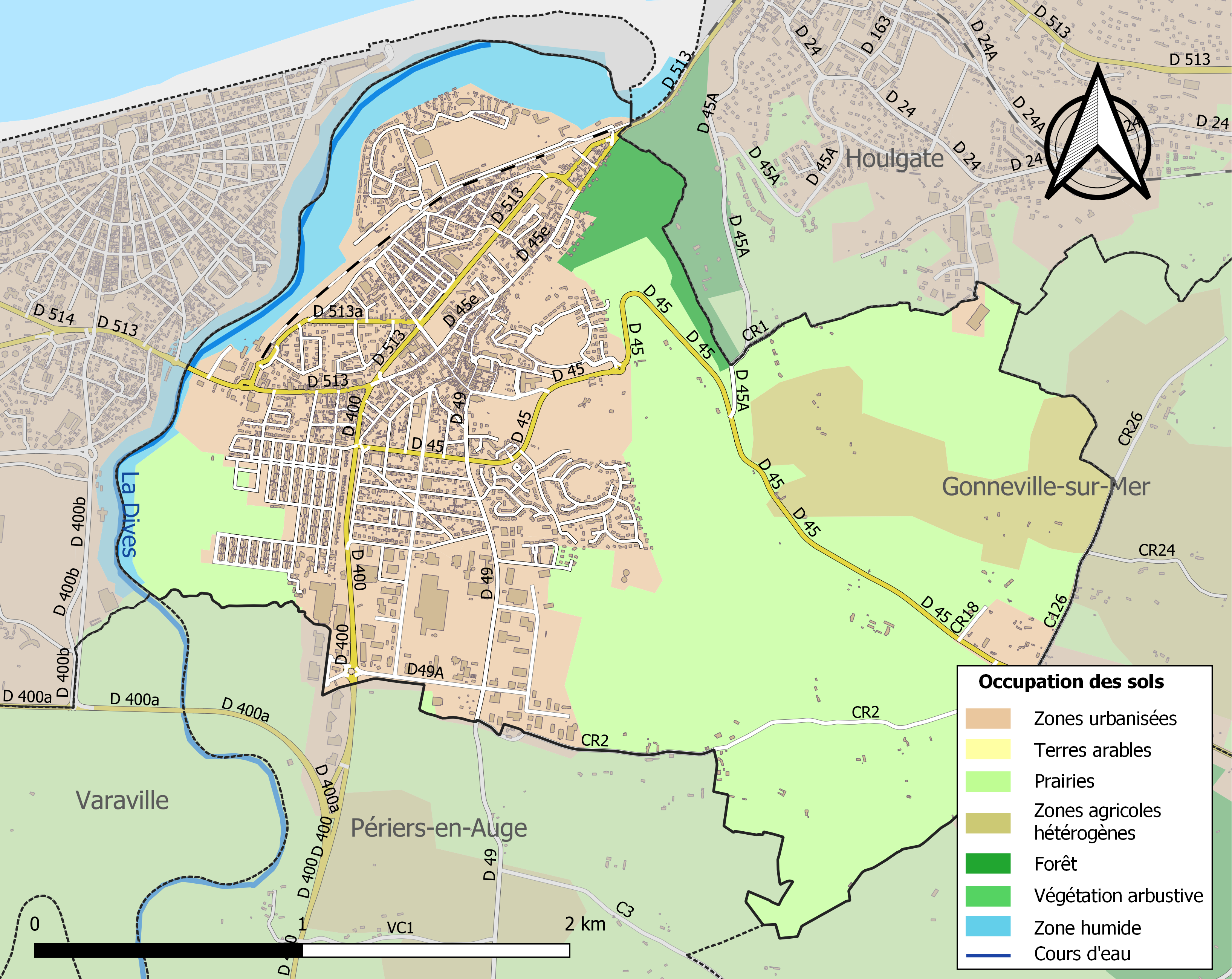
Carte des infrastructures et de l'occupation des sols de la commune en 2018 (CLC).

### Habitat et logement
En 2018, le nombre total de logements dans la commune était de 4 682, alors qu'il était de 4 573 en 2013 et de 4 237 en 2008.
Parmi ces logements, 56,4 % étaient des résidences principales, 39,2 % des résidences secondaires et 4,4 % des logements vacants. Ces logements étaient pour 63,2 % d'entre eux des maisons individuelles et pour 36,3 % des appartements.
Le tableau ci-dessous présente la typologie des logements à Dives-sur-Mer en 2018 en comparaison avec celle du Calvados et de la France entière. Une caractéristique marquante du parc de logements est ainsi une proportion de résidences secondaires et logements occasionnels (39,2 %), très supérieure à celle du département (18 %) et à celle de la France entière (9,7 %). Concernant le statut d'occupation de ces logements, 46,9 % des habitants de la commune sont propriétaires de leur logement (46,1 % en 2013), contre 57 % pour le Calvados et 57,5 % pour la France entière.
| Typologie                                               | Dives-sur-Mer | Calvados | France entière |
| ------------------------------------------------------- | ------------- | -------- | -------------- |
| Résidences principales (en %)                           | 56,4          | 75,2     | 82,1           |
| Résidences secondaires et logements occasionnels (en %) | 39,2          | 18       | 9,7            |
| Logements vacants (en %)                                | 4,4           | 6,8      | 8,2            |

### Voies de communication et transports
Dives-sur-Mer est située à 10 km de l'autoroute A13 (accès à Dozulé) reliant Paris à Caen.
Les Divais disposent de deux accès au transport ferroviaire : la gare de Dives-Cabourg (sur le territoire de Dives) et la halte de Port Guillaume située au cœur du quartier du port. La gare est un terminus de la ligne Dives-Cabourg - Trouville-Deauville depuis la fermeture de la section Dives - Mézidon en 1938.
Dives-sur-Mer est desservie par la ligne 20 des Bus verts du Calvados qui passe environ quinze fois par jour vers Caen ou Deauville, Honfleur et Le Havre.
L'aérodrome de Carpiquet est à 30 km, celui de Deauville à 20 km.
Le port de Ouistreham se situe à 20 km de Dives.

### Risques naturels et technologiques
La commune est menacée de submersion en raison du réchauffement climatique.

## Toponymie
Le nom de la localité est attesté sous les formes Portus Divae en 1077 et Diva au XIe siècle. Le toponyme est hérité de l'hydronyme Dives (fleuve côtier débouchant dans la Manche entre Cabourg et Dives-sur-Mer) graphié sans s dans l'Orne, près de la source (« Saint-Lambert-sur-Dive »), avec dans le Calvados. Cet hydronyme serait issu de diva, « divine », à la fois latin et gaulois. Ernest Nègre conjecture un adjectif gaulois deva, langue qu'il privilégie. René Lepelley quant à lui remonte à la racine indo-européenne dei- à l'origine des deux pistes précitées, racine qui évoque la lumière (« divine » dans ces deux cas), et en conclut que le toponyme est dû à la clarté de l'eau.
La référence à la mer est ajoutée en 1897.
Le gentilé est Divais.

## Histoire

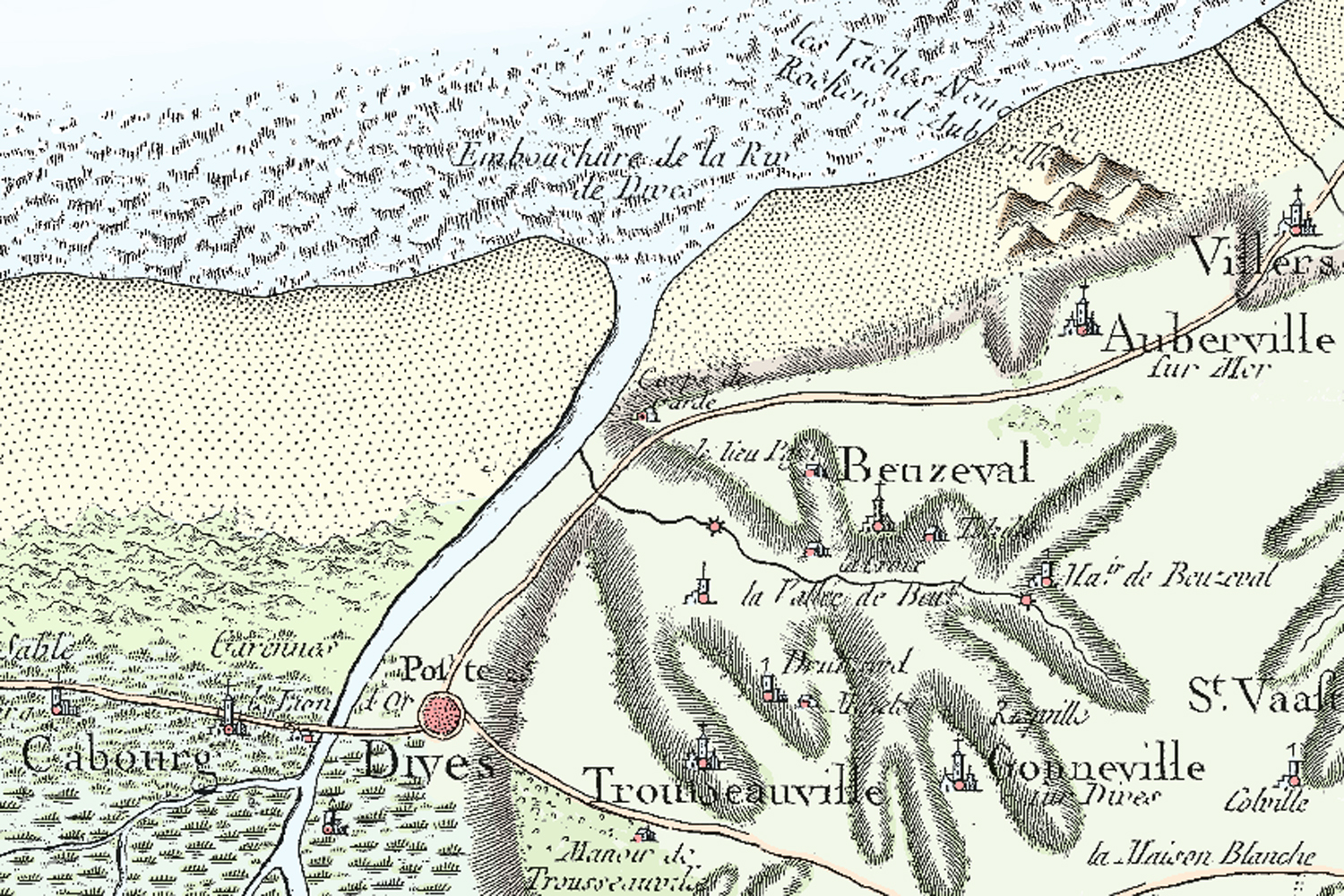
Extrait de la feuille Lisieux de la carte dite de Cassini. Dives est représentée par un point rouge.

L'histoire de Dives-sur-Mer est principalement marquée par les préparatifs de la conquête normande de l'Angleterre par le duc de Normandie, Guillaume le Bâtard. À partir du 1er août 1066, Guillaume établit une grande partie de sa flotte à l'embouchure de la Dives protégée d'une attaque des Anglais par un étroit goulet entre deux barres sableuses et installe son camp sur les hauteurs d'un plateau à l'est du port. Après avoir attendu du 12 août au 27 septembre 1066 des vents favorables, Guillaume est contraint de déplacer ses forces plus au nord. C'est finalement de Saint-Valery-sur-Somme que s'effectue la traversée jusque sur les plages de Pevensey.
Une plaque commémorative avec la liste des noms des compagnons de Guillaume le Conquérant est apposée à l'intérieur de l'église, au-dessus des portes d'entrée principales.
L'histoire de Dives-sur-Mer est aussi marquée par la présence sur la commune de l'usine Tréfimétaux qui cédera sa place bien plus tard au port de plaisance Port Guillaume.

### Le lien à la mer

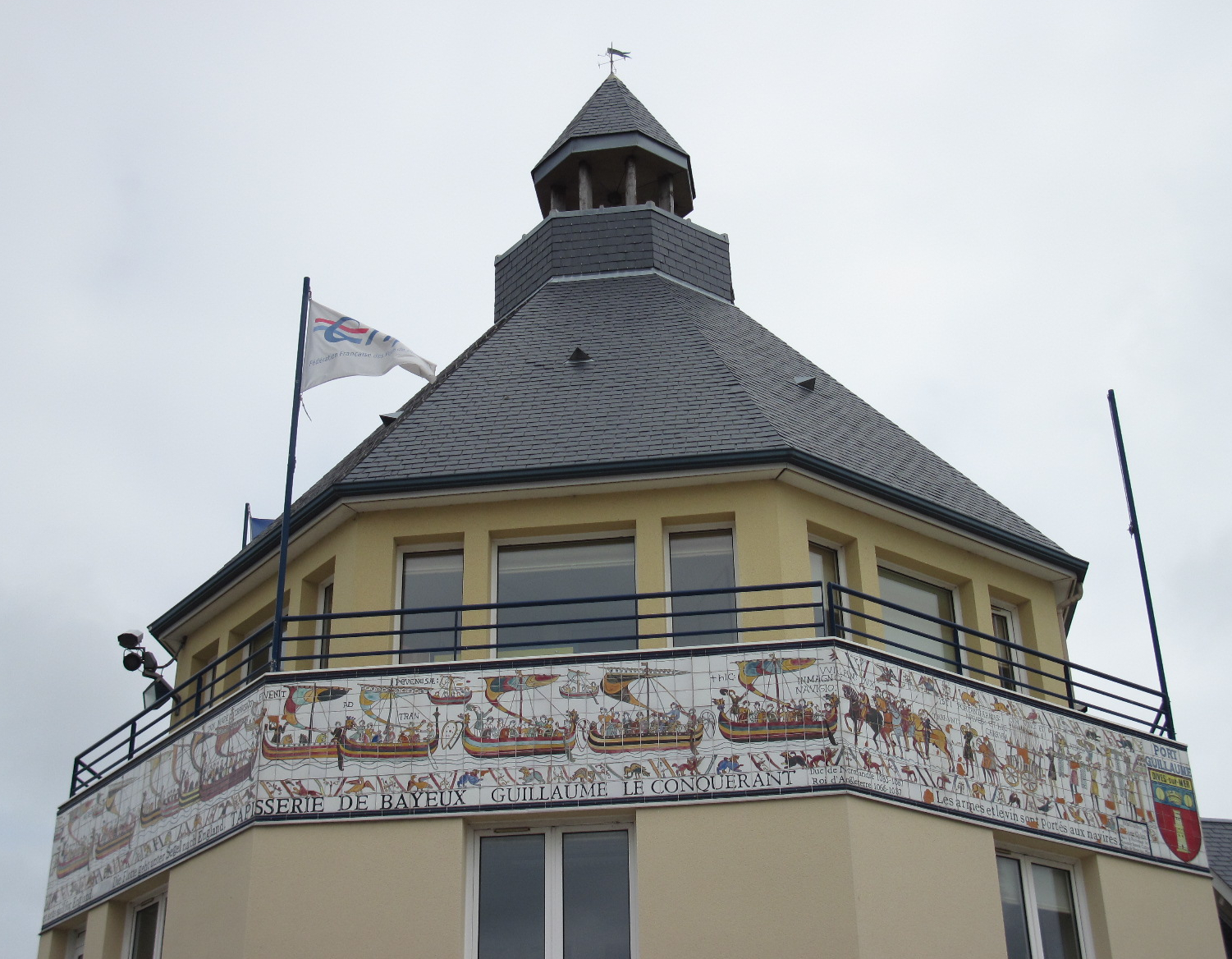
Sur la Tour de la Capitainerie de Port-Guillaume, une fresque apposée en 1991, reproduit des scènes de la Tapisserie de Bayeux (construction de la flotte de Guillaume, traversée de la Manche, débarquement).

Depuis sa lointaine origine, l'histoire de Dives-sur-Mer est étroitement liée à la mer. La cité de Dives était connue à l'époque romaine où son port avait une grande importance. Dès 858, le fleuve est emprunté par les Vikings qui remontent la Dives pour aller saccager Chartres.
En l'an 1001, Dives-sur-Mer entre dans la légende avec la pêche en mer d'un christ miraculeux. Plus tard, l'église de Dives deviendra le lieu de pèlerinage du Christ Saint-Sauveur.
Mais, la grande page de l'histoire est écrite quand Guillaume le Bâtard rassemble ses troupes à Dives en 1066. C'est en effet dans l'estuaire de la Dives qu'il établit sa flotte (rade limitée par la chaussée de Varaville, voie romaine encore pratiquée de nos jours pour franchir l'estuaire en son milieu) et qu'il installe son camp militaire sur un plateau de 100 ha, pour partir à la conquête de l'Angleterre. Les historiens s'accordent aujourd'hui sur les chiffres de 1 000 navires et 15 000 hommes dont 2 à 3 000 cavaliers. Devenu roi d'Angleterre, le duc Guillaume fait embellir l'église. Cet édifice roman garde la trace de cette époque avec notamment deux somptueux chapiteaux à entrelacs du XIe siècle.
L'activité maritime est importante, Dives a une société de baleiniers ou walmanni et on pêche la baleine et le craspois sur les côtes de la Manche. L'activité commerciale se développe ; les moines de la baronnie de Dives-sur-Mer ont un droit de marché.
Aux XIVe et XVe siècles, l'église de Dives est agrandie dans le style gothique. Les halles médiévales sont datées de cette époque. Dives-sur-Mer est aussi un relais de poste sur la route de Caen à Rouen par les grèves. L'hostellerie a vu séjourner de nombreuses célébrités dès le XVIe siècle. En 1562, avec les guerres de Religion, le Christ Saint-Sauveur est brûlé et le pèlerinage prend fin.

### L'engouement pour les bains de mer et le développement des transports
L'engouement pour les bains de mer entraîne la création des lignes de chemin de fer Mézidon - Dives-sur-Mer et Deauville - Dives-sur-Mer. On peut enfin venir de Paris à la plage. Un bateau à vapeur relie Dives-sur-Mer à Trouville et au Havre. Plus pittoresque encore, le Decauville relie Caen à Dives-sur-Mer. Les voyageurs rejoignent leur lieu de villégiature en voitures tirées par des chevaux.
C'est l'époque des visiteurs célèbres, Marcel Proust décrit la région, et en particulier l'église de Dives, dans son roman À la recherche du temps perdu. Parmi les premiers archéologues : Arcisse de Caumont remet à l'honneur l'histoire : on lui doit la liste de 475 noms des compagnons de Guillaume le Conquérant qui figure dans l'église.
Dives-sur-Mer reste un lieu de marché, de restauration, de villégiature aussi. On doit à cette époque, le château de Sarlabot, le manoir Foucher de Careil, Les Tilleuls, la villa des Bossettes et la transformation de l'ancien relais de poste en une hostellerie renommée « le village Guillaume Le Conquérant ».

### Une race bovine locale fait sensation à Paris en 1857
En 1826, Dives (418 habitants en 1821) absorbe Trousseauville (153 habitants), à l'est de son territoire.
En 1857, au cortège des Bœufs Gras à Paris, un bœuf gras sans cornes baptisé Sarlabot fait sensation. Il est né et a grandi à Trousseauville et porte le nom du domaine de Sarlabot. Il s'agit d'un représentant d'une race bovine nouvelle : la race Sarlabot, qu'a créé son éleveur Henri Philippe-Auguste Dutrône. Il a souhaité désarmer les bovins en créant cette race dépourvue de cornes et ainsi éviter les accidents.
Dutrône va promouvoir la race bovine nouvelle, par exemple en offrant des spécimens au Muséum d'histoire naturelle, à l'École d'Alfort, etc.. Après avoir connu son apogée vers 1865, la race décroit en importance et disparaît vers 1900.

### L'essor d'une vie industrielle

Entrées et sorties des marchandises du port de Dives entre 1872 et 1939.

Production de l'usine Tréfimétaux entre 1894 et 1911.

L'ère industrielle va marquer en profondeur la ville et lui forger une nouvelle identité. Le chemin de fer et le port sont des atouts qui séduisent l'ingénieur Eugène Secrétan et en 1891 la création d'une usine métallurgique transforme Dives-sur-Mer en cité industrielle florissante. Elle exploite un brevet d'étirage du cuivre Elmore et Secrétan et deviendra la Société française d'électrométallurgie, plus tard Cégédur et Tréfimétaux au fur et à mesure de la diversification de ses fabrications : cuivre, laiton, aluminium, duralumin, maillechort, plastique… Pendant la guerre, l'usine fournira les douilles d'obus. Des générations ont travaillé à la fonderie et dans les ateliers de laminage et d'étirage. Des familles de la côte, du pays d'Auge mais aussi du Maroc, de Pologne, de Russie se sont installées à Dives-sur-Mer. Leur histoire se lit encore dans les cités ouvrières « rouges » ou « blanches », les jardins ouvriers qui entourent la ville et dans la diversité des associations culturelles et sportives. L'usine emploiera jusqu'à 2 000 ouvriers et en comptera encore près de 1 000 lors de sa fermeture en 1986. Au début du XXe siècle, le développement de Dives-sur-Mer se traduit par la construction de nombreux équipements publics. Les écoles publiques, la mairie et une première salle des fêtes, devenue aujourd'hui le cinéma Le Drakkar sont construites. Pendant de longues années, toute l'activité de la ville s'organise autour de l'usine. En 1975, le canal qui traverse la ville est couvert et un nouveau boulevard sépare la ville en deux quartiers distincts.

### Seconde Guerre mondiale

Plan de l'usine Tréfimétaux et des trois cités ouvrières.

En 1940, la Normandie est envahie en quelques jours. C'est l'Occupation, quatre longues années de présence des troupes allemandes. L'usine est fermée, les hommes font de petits boulots, certains travaillent à l'organisation Todt, d'autres se cachent dans des fermes pour échapper au service du travail obligatoire (STO), l'école s'organise dans différents locaux. En 1941 et 1942, des arrestations de juifs et de communistes ont lieu, certains ne revinrent pas des camps. Zéro France, issu d'un réseau belge, s'implante en 1942 dans le Calvados. Le groupe de résistance de 55 membres fait du renseignement et facilite l'évasion d'aviateurs. Il est démantelé au printemps 1944 par la Gestapo. 24 résistants du réseau sont déportés vers les camps nazis.
Début août 1944, les brigades belge et néerlandaise débarquent à Arromanches et rejoignent la 6e division aéroportée britannique avec leurs autos blindées sous le commandement du général Richard Gale. Après de durs combats, le 21 août 1944, les Belges de la Brigade Piron libèrent Cabourg, Dives et Houlgate. Les Belges, les Royal Ulster Rifles Regiment et les Devons libèrent Trouville, et entrent triomphalement le 25 août à Honfleur.

### La fermeture de l'usine et la reconversion

Répartition des emplois en 1982 (un an avant l'annonce de la fermeture de l'usine Tréfimétaux).

Fermeture et déplacement des activités du groupe P.U.K. à partir de 1983.

En 1986, avec la fermeture de l'usine, Dives-sur-Mer est confrontée à une nouvelle mutation et à un nouveau défi. Une conversion s'opère, la mono-industrie cède la place à de nouvelles activités industrielles et commerciales qui s'implantent au sud de la ville.
L'emplacement même de l'usine retrouve une vocation maritime : un port de plaisance de près de 1 000 emplacements y est aménagé et de nombreuses résidences construites. Sur l'ancien site industriel deux bâtiments sont préservés : le beffroi qui fait l'objet d'un projet de rénovation et les anciens bureaux transformés en médiathèque. Le port de pêche et la halle à poissons gardent leur activité. Des vieux gréements témoignent également de la tradition maritime locale. Après avoir été un port depuis l'antiquité, puis plus récemment une cité ouvrière, la ville a réussi sa reconversion : elle trouve son équilibre, entre mer et terre, en développant les activités qui ont fait son histoire : le commerce, l'industrie, les services et le tourisme.

## Politique et administration

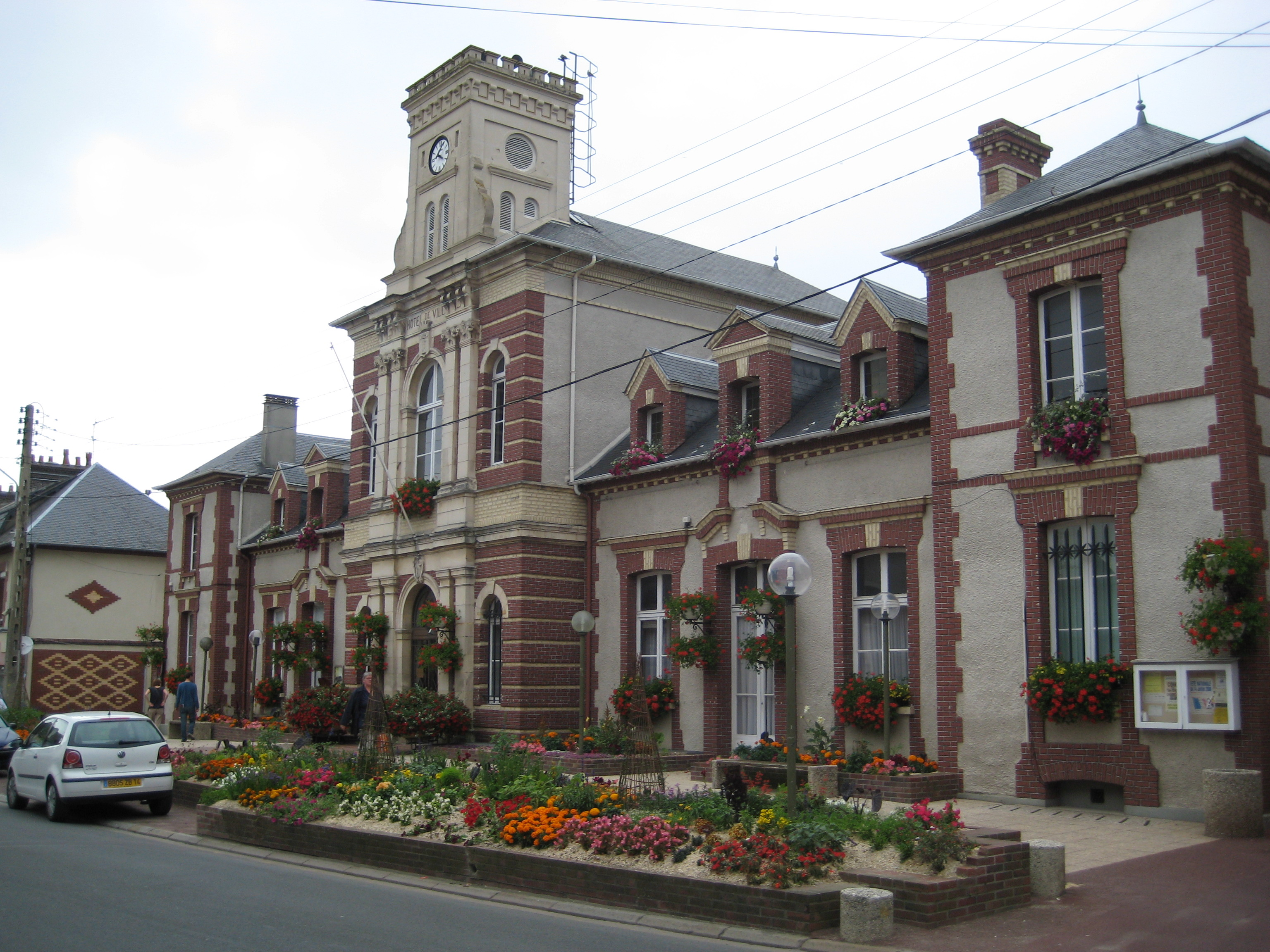
La mairie.

### Rattachements administratifs et électoraux

#### Rattachements administratifs
La commune se trouve  dans l'arrondissement de Lisieux du département du Calvados.
Elle faisait partie  du canton de Dozulé. Dans le cadre du redécoupage cantonal de 2014 en France, cette circonscription administrative territoriale a disparu, et le canton n'est plus qu'une circonscription électorale.

#### Rattachements électoraux
Pour les élections départementales, la commune fait partie depuis 2014 du canton de Cabourg
Pour l'élection des députés, elle fait partie de la quatrième circonscription du Calvados.

### Intercommunalité
Dives-sur-Mer était le siège de la communauté de communes de l'Estuaire de la Dives, un établissement public de coopération intercommunale (EPCI) à fiscalité propre créé fin 2002 et auquel la commune avait transféré un certain nombre de ses compétences, dans les conditions déterminées par le code général des collectivités territoriales.
Dans le cadre des dispositions de la loi portant nouvelle organisation territoriale de la République du 7 août 2015, qui prévoit que les établissements publics de coopération intercommunale (EPCI) à fiscalité propre doivent avoir un minimum de 15 000 habitants, cette intercommunalité a fusionné avec ses voisines  pour former, le 1er janvier 2017, la communauté de communes Normandie-Cabourg-Pays d'Auge, dont Dives  désormais le siège.

### Tendances politiques et résultats
En 2023, la commune célèbre ses 70 ans de municipalité à direction communiste, liée à l'importante population ouvrière autrefois employée à l'usine Tréfimétaux.
Lors du premier tour des élections municipales de 2014 dans le Calvados, la liste PS-PCF-EELV menée par le maire sortant Pierre Mouraret  obtient la majorité absolue des suffrages exprimés, avec 1 875 voix (72,39 %, 25 conseillers municipaux élus dont 7 communautaires), devançant très largement celle DVD menée par  Guillaume Langlais (715 voix, 27,60 %, 4 conseillers municipaux élus dont 1 communautaire).
Lors de ce scrutin, 37,34 % des électeurs se sont abstenus.
Lors du premier tour des élections municipales de 2020 dans le Calvados, la liste PCF menée par le maire sortant Pierre Mouraret  obtient la majorité absolue des suffrages exprimés, avec 1 263 voix (66,57 %, 25 conseillers municipaux élus dont 9 communautaires), devançant très largement celles menées respectivement par :  

- Alain Peyronnet, maire-adjoint sortant (440 voix, 23,19 %, 3 conseillers municipaux élus dont 1 communautaire) ;

- Christian Jurcenoks 	(194 voix, 10,22 %, 1 conseiller municipal élu).

Lors de ce scrutin marqué par la pandémie de Covid-19 en France, 56,38 % des électeurs se sont abstenus.

### Administration municipale
Compte tenu de la population de la commune, son conseil municipal est composé de vingt-neuf membres dont le maire et ses adjoints.

### Liste des maires
| Période                                  | Période                    | Identité          | Étiquette | Qualité |
| ---------------------------------------- | -------------------------- | ----------------- | --------- | --- |
| Les données manquantes sont à compléter. |                            |                   |           | |
| 1882                                     | 1892                       | Léon Le Rémois    |           | |
| Les données manquantes sont à compléter. |                            |                   |           | |
| ca. 1923                                 |                            | Jules Manson      |           | |
| mai 1929                                 | ca. 1940                   | Maurice Thouvenin |           | Réélu en 1935 |
| 1945                                     | mai 1953                   | Eugène Culleron   |           | Officier du Mérite social |
| mai 1953                                 | mars 1983                  | André Lenormand,  | PCF       | Ouvrier peintre puis cheminot, résistant Député du Calvados (1946 → 1958) Conseiller général de Dozulé(1955 → 1984)                                                                          |
| mars 1983                                | mars 2008                  | Francis Giffard   | PCF       | Ouvrier chez Tréfimétaux |
| mars 2008                                | En cours (au 24 juin 2023) | Pierre Mouraret   | PCF       | Éducateur spécialisé Conseiller régional de Basse-Normandie (1998 → 2015) Vice-président du conseil régional de Basse-Normandie Vice-président de la CC Normandie-Cabourg-Pays d'Auge (? → ) |

### Distinctions et labels
La commune est une ville fleurie (deux fleurs) au concours des villes et villages fleuris.

### Jumelages
- Oberkochen (Allemagne) depuis 1984.

## Équipements et services publics
Entourée de stations balnéaires, Dives-sur-Mer est une ville riche de son histoire et de ses monuments historiques, mais c'est surtout une ville qui vit toute l'année. Les établissements scolaires accueillent plus de 1 200 élèves, Dives possède de nombreux équipements sportifs, un stade, trois gymnases, un boulodrome, une piste d'athlétisme… Le centre des Tilleuls, transformé en centre de vacances, accueille de très nombreux enfants. Parmi les équipements culturels, la médiathèque Jacques-Prévert, le cinéma le Drakkar, le CREAM (centre régional des arts de la marionnette). La vie associative est intense avec près de 70 associations qui offrent des activités dans tous les domaines et participent activement à l'animation de la ville : le festival de la Marionnette, les Mascarades, festival country, fête de la mer…

## Population et société

### Démographie

#### Évolution démographique
L'évolution du nombre d'habitants est connue à travers les recensements de la population effectués dans la commune depuis 1793. Pour les communes de moins de 10 000 habitants, une enquête de recensement portant sur toute la population est réalisée tous les cinq ans, les populations de référence des années intermédiaires étant quant à elles estimées par interpolation ou extrapolation. Pour la commune, le premier recensement exhaustif entrant dans le cadre du nouveau dispositif a été réalisé en 2004.

En 2022, la commune comptait 5 129 habitants, en évolution de −10,05 % par rapport à 2016 (Calvados : +1,58 %, France hors Mayotte : +2,11 %).
| 1793 | 1800 | 1806 | 1821 | 1831 | 1836 | 1841 | 1846 | 1851 |
| ---- | ---- | ---- | ---- | ---- | ---- | ---- | ---- | ---- |
| 370  | 349  | 409  | 418  | 589  | 541  | 518  | 503  | 539  |

| 1856 | 1861 | 1866 | 1872 | 1876 | 1881  | 1886  | 1891  | 1896  |
| ---- | ---- | ---- | ---- | ---- | ----- | ----- | ----- | ----- |
| 589  | 656  | 854  | 826  | 871  | 1 001 | 1 097 | 1 441 | 1 720 |

| 1901  | 1906  | 1911  | 1921  | 1926  | 1931  | 1936  | 1946  | 1954  |
| ----- | ----- | ----- | ----- | ----- | ----- | ----- | ----- | ----- |
| 3 450 | 3 453 | 3 614 | 4 233 | 4 460 | 5 577 | 5 300 | 5 046 | 5 893 |

| 1962  | 1968  | 1975  | 1982  | 1990  | 1999  | 2004  | 2006  | 2009  |
| ----- | ----- | ----- | ----- | ----- | ----- | ----- | ----- | ----- |
| 6 258 | 6 299 | 5 872 | 5 508 | 5 344 | 5 812 | 5 881 | 5 864 | 5 935 |

| 2014  | 2019  | 2022  | - | - | - | - | - | - |
| ----- | ----- | ----- | - | - | - | - | - | - |
| 5 761 | 5 276 | 5 129 | - | - | - | - | - | - |

Le maximum de la population a été atteint en 1968 avec 6 299 habitants.
| 1793 | 1800 | 1806 | 1821 |
| ---- | ---- | ---- | ---- |
| 185  | 147  | 165  | 153  |

#### Pyramide des âges
La population de la commune est relativement âgée.
En 2018, le taux de personnes d'un âge inférieur à 30 ans s'élève à 30 %, soit en dessous de la moyenne départementale (35,2 %). À l'inverse, le taux de personnes d'âge supérieur à 60 ans est de 35,5 % la même année, alors qu'il est de 27,9 % au niveau départemental.
En 2018, la commune comptait 2 499 hommes pour 2 912 femmes, soit un taux de 53,82 % de femmes, légèrement supérieur au taux départemental (51,95 %).
Les pyramides des âges de la commune et du département s'établissent comme suit.
| Hommes | Classe d’âge | Femmes |
| ------ | ------------ | ------ |
| 0,6    | 90 ou +      | 1,5    |
| 9,6    | 75-89 ans    | 13,6   |
| 22,2   | 60-74 ans    | 23,2   |
| 20,4   | 45-59 ans    | 20,8   |
| 13,4   | 30-44 ans    | 14,2   |
| 17,4   | 15-29 ans    | 13,5   |
| 16,4   | 0-14 ans     | 13,2   |

| Hommes | Classe d’âge | Femmes |
| ------ | ------------ | ------ |
| 0,8    | 90 ou +      | 2,1    |
| 7,2    | 75-89 ans    | 10,2   |
| 18,1   | 60-74 ans    | 19,3   |
| 19,4   | 45-59 ans    | 18,9   |
| 17,8   | 30-44 ans    | 16,9   |
| 19     | 15-29 ans    | 17,1   |
| 17,7   | 0-14 ans     | 15,5   |

### Manifestations culturelles et festivutés
- Festival de la Marionnette rebaptisé « RéciDives », du 10 au 14 juillet.
- Les Mascarades de Dives-sur-Mer, le week-end de la Pentecôte.
- Fêtes de la mer en août. Les fêtes de la mer font partie du patrimoine des gens de mer. Elles puisent leur origine dans l'imaginaire collectif. Aujourd'hui, si elles restent des fêtes religieuses, elles sont également de véritables fêtes populaires.
- Fêtes de Guillaume le Conquérant (2014, 2016).
- Festival Drakkar'Toon (cinéma Le Drakkar) : festival du film d'animation pour petits et grands, aux vacances de la Toussaint.

#### Sports et loisirs
Le Sport union divaise fait évoluer deux équipes de football en ligue de Basse-Normandie et une troisième équipe en division de district.

## Économie

### La zone industrielle
Une zone industrielle et commerciale accueille les entreprises dans un site à moins de dix minutes de l'autoroute.

## Culture locale et patrimoine

### Lieux et monuments
Dives-sur-Mer possède à la fois un centre historique médiéval, un port de plaisance Port Guillaume, un port de pêche et différents quartiers ayant chacun une identité propre : les anciennes cités ouvrières, une zone commerciale et industrielle, des quartiers résidentiels,

#### L'église romane construite autour de la légende du Christ Saint-Sauveur
Le 6 août 1001, des pêcheurs lèvent dans leur filet un christ sans croix dont le genou se met à saigner sous les coups de hache d'un mécréant. Aucun artisan n'est capable de fabriquer une croix pour y déposer ce christ. Trois ans plus tard, une croix retrouvée en mer s'adapte parfaitement au christ miraculeux.
La légende du Christ Saint-Sauveur est née, on place ce christ dans la chapelle, et Dives-sur-Mer devient un lieu de pèlerinage. Au fil des années, la chapelle se révèle être trop petite. Grâce à la générosité de Guillaume le Conquérant, un édifice de style roman est construit, dont il reste les quatre piliers du chœur, une arcade et une voûte.
Au XIVe siècle, on agrandit l'église dans le style gothique. Pendant les guerres de Religion, le christ disparaît et le pèlerinage prend fin. L'église offre au visiteur de nombreuses curiosités : au-dessus du fronton à l'entrée de l'église, une liste des compagnons de Guillaume le conquérant y figure depuis 1862 ; les vitraux retracent l'histoire du Christ Saint-Sauveur, à l'extérieur, un trou aux lépreux. L'église Notre-Dame fait l'objet d'un classement au titre des monuments historiques depuis le 4 mai 1888.

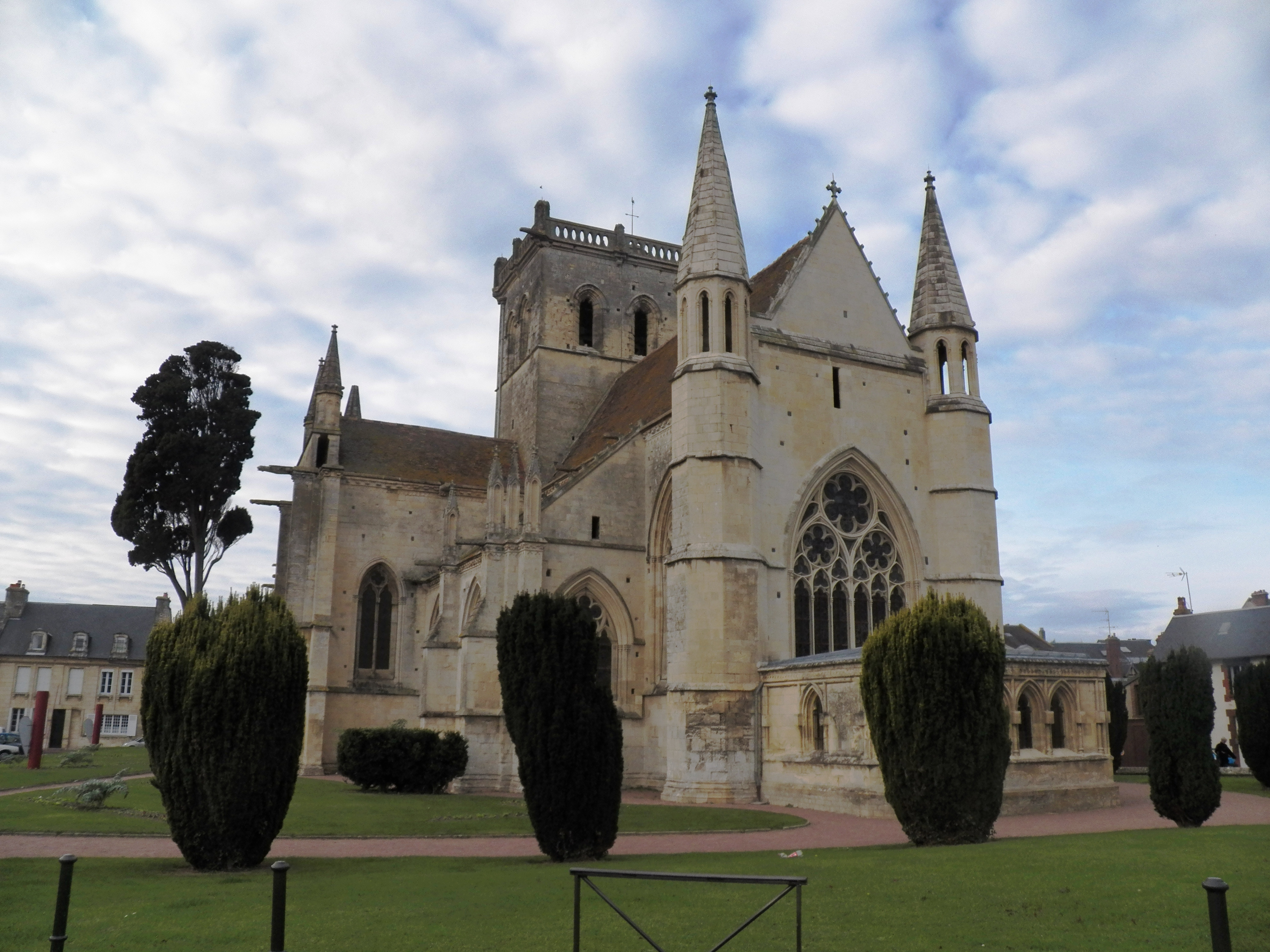
L'église Notre-Dame.
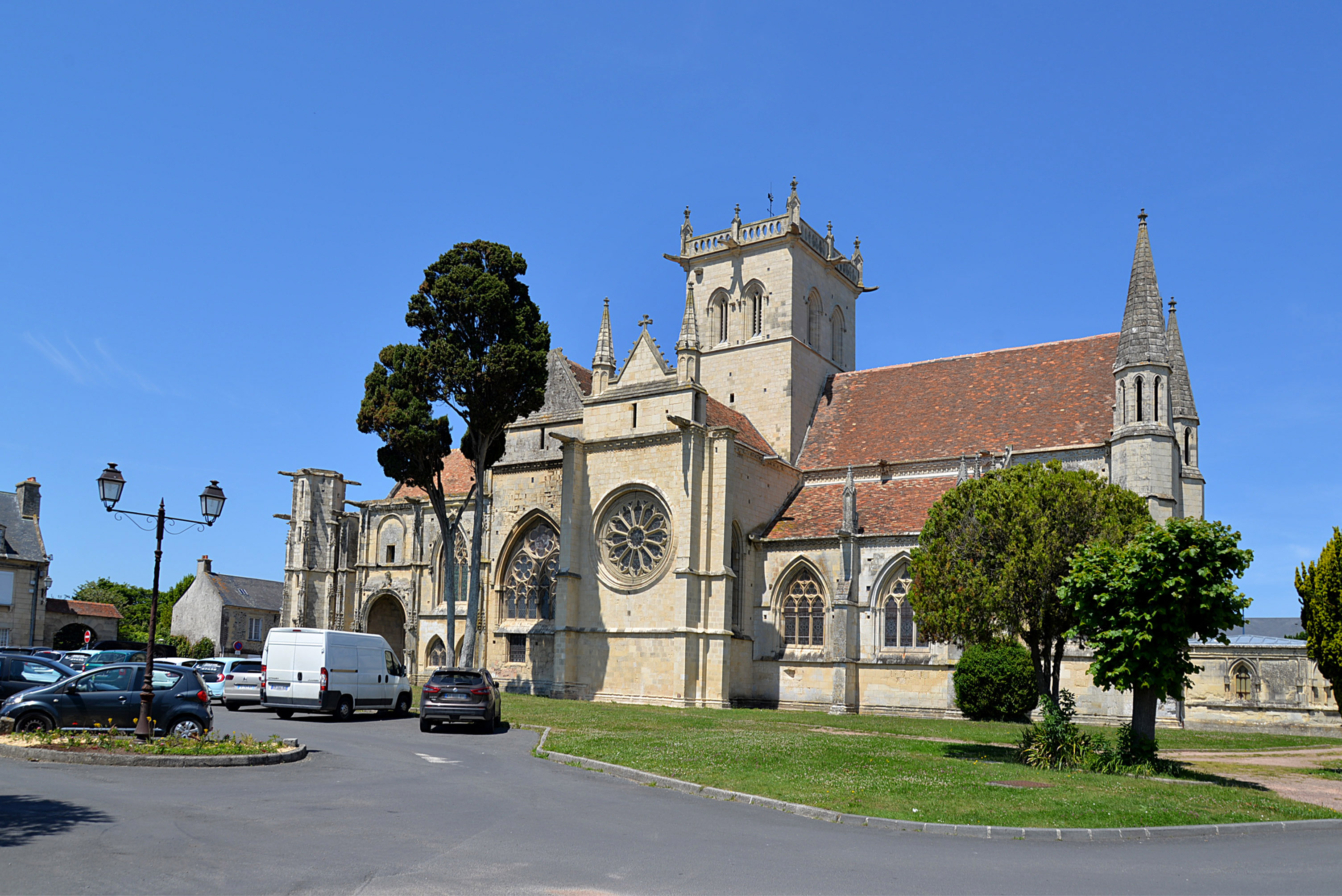
L'église Notre-Dame.
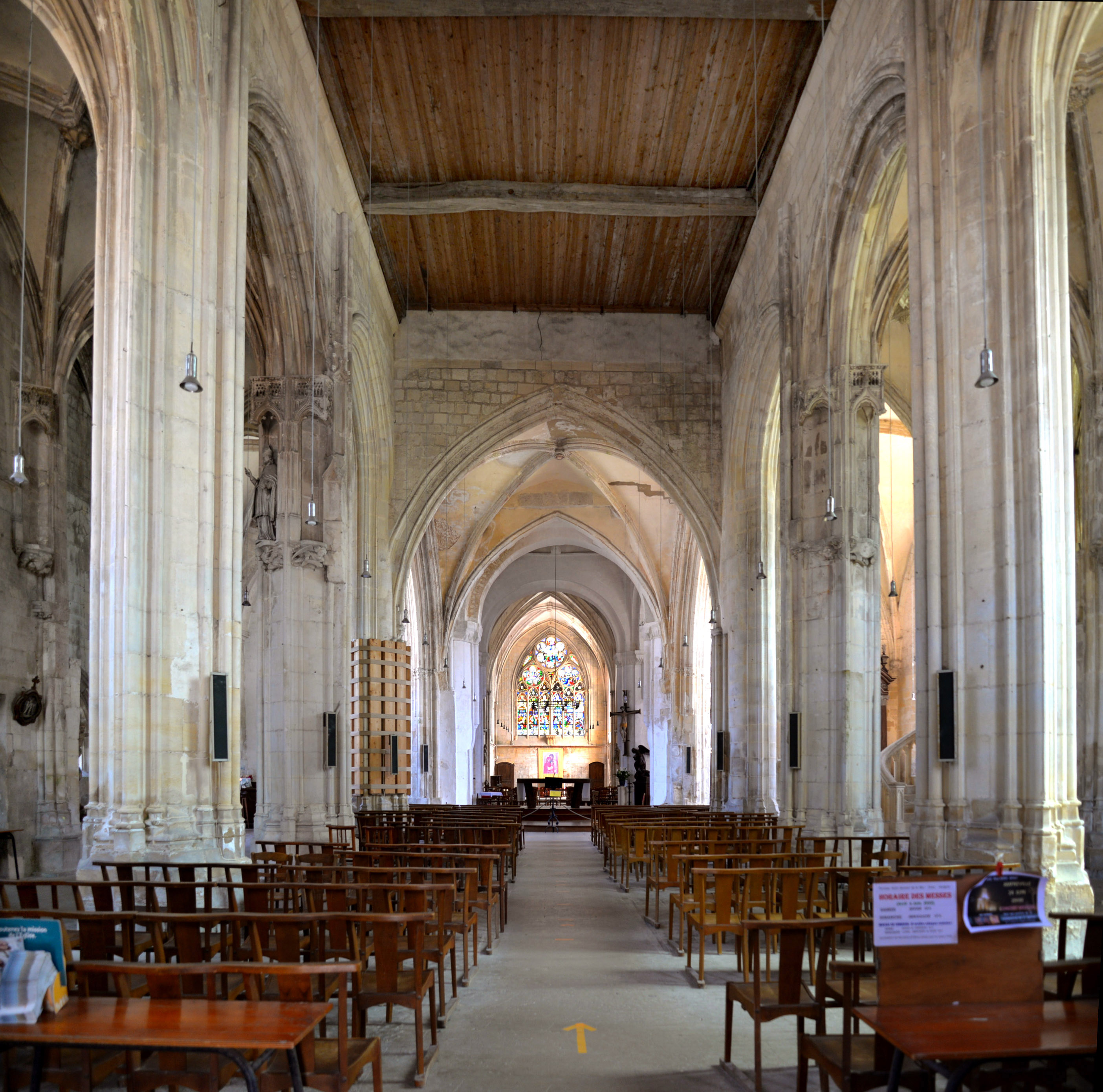
La nef de l'église Notre-Dame.
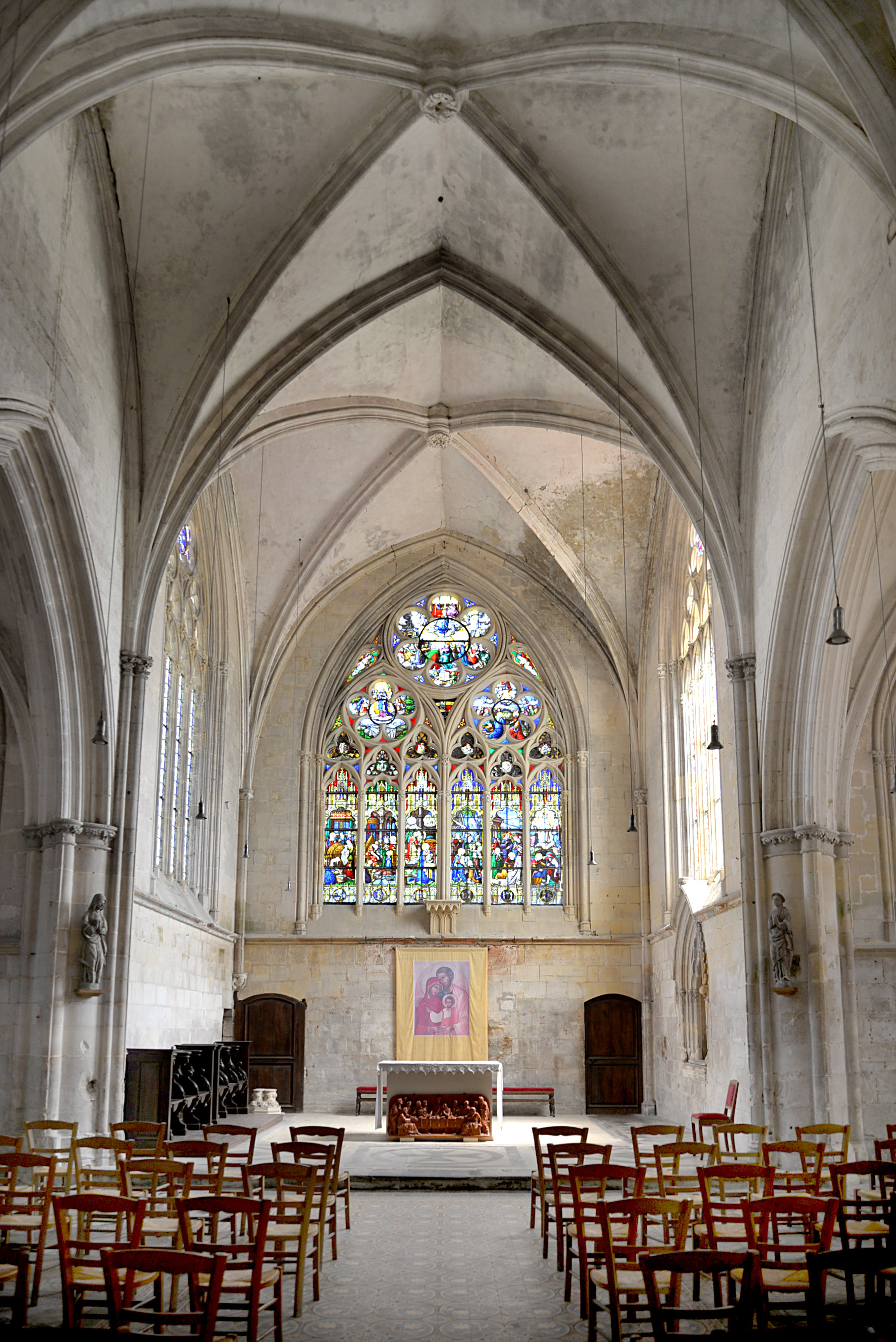
Le chœur de l'église Notre-Dame.

#### Des halles duXVesiècle

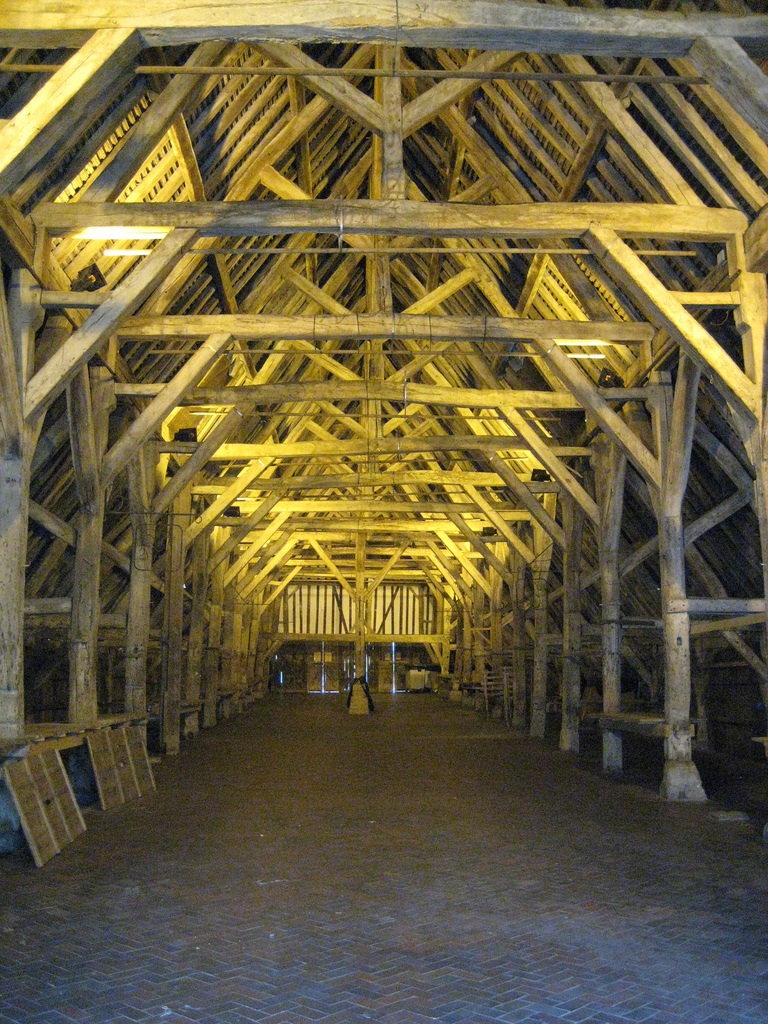
L'intérieur des halles.

Les halles sont datées du début du XVe siècle (datation dendrochronologique des pièces de charpente réalisée en 2012), mais il est probable que des halles plus anciennes aient préexisté. Les halles actuelles mesurent 50 x 12 m. Elles sont constituées d'un vaisseau central et de deux bas-côtés symétriquement disposés. La charpente repose sur une série de soixante-six piliers de chêne reposant sur des dés en pierre posés à même le sol. La charpente est elle aussi en chêne comme toutes les constructions imposantes de l'époque. Entièrement ouverts à l'origine et ce, jusqu'au début du XXe siècle, les bas-côtés ont été rajoutés récemment dans le style du pan de bois typique du pays d'Auge qui emploie le bois pour l'ossature et le torchis pour les cloisons entre les colonnes.
Les halles font l'objet d'un classement au titre des monuments historiques depuis le 3 janvier 1918.
Un marché s'y tient traditionnellement le samedi matin.

#### Le «village de Guillaume le Conquérant», dit «village d'Art Guillaume le Conquérant»
Situé au cœur de la ville de Dives-sur-Mer, ce lieu-dit « village d'art », très riche de l'histoire, de l'architecture et des traditions, est singulier sur toute la Côte Fleurie en Normandie. En 2000-2004, le lieu est devenu un village d'artistes et a vécu son âge d'or. Il a gardé aussi une auberge. Il abrite également le syndicat d'initiative. En 2009-2010, le village d'art a accueilli le musée-nomade intitulé Le plus petit musée du Livre, unique en France. C'est un lieu de création et d'exposition permanente consacré au livre d'artiste qui représente une branche précise de l'art contemporain.

##### L'historique du village

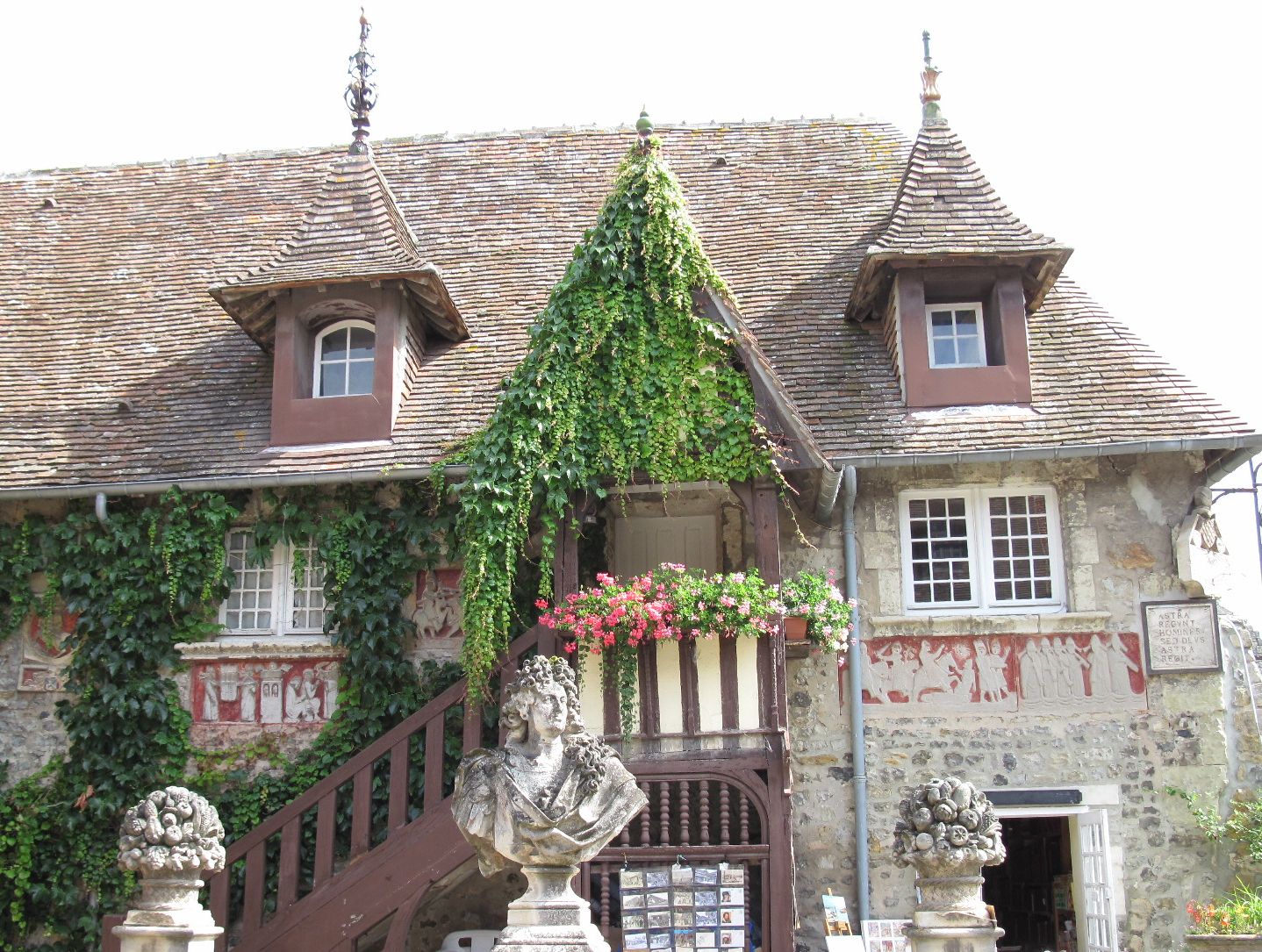
Bâtiment et sculptures du Village d'Art.

La partie la plus ancienne date du XVe siècle. La façade est austère et protège des cours intérieures qui abritaient les voyageurs et les écuries du relais de poste. L'architecture est typique de l'auberge normande avec sa vaste cuisine, sa cour intérieure et ses galeries extérieures pour accéder aux chambres. De nombreuses célébrités y séjournèrent : Louis XIV, qui serait venu prendre les eaux de Grangues, ainsi que la duchesse de Chaulnes et Madame de Sévigné, Alphonse Karr, Alexandre Dumas, Raymond Poincaré président de la République…
Avec l'apparition, à la fin du XIXe siècle, de la mode des bains de mer, une clientèle riche s'installe sur la « Côte Fleurie » afin de profiter des plages entre Cabourg et Honfleur. L'auberge va connaître son époque de splendeur grâce à monsieur Le Remois, l'aubergiste qui, par son talent assure à l'établissement une exceptionnelle réputation. Nombreuses seront les célébrités artistiques, littéraires ou politiques qui, à la Belle Époque, ont séjourné dans cette résidence.
Amateur d'art, Le Remois transforme cette simple auberge et fait orner les bâtiments normands à colombages de sculptures sur bois de style médiéval ou Renaissance. Il acquiert et installe dans les trois cours d'authentiques statues, bustes et vases des XVIIe et XVIIIe siècles. Les bas-reliefs qui décorent la cour Louis XIV sont des reproductions (réalisées au XIXe siècle) des chapiteaux romans de l'abbaye de Boscherville.
À la fin du XXe siècle, le lieu se transforme peu à peu afin d'accueillir des artistes, artisans et antiquaires.

##### L'histoire artistique du village
Depuis les années 1980, l'hostellerie Guillaume le Conquérant est devenue le Village d'Art. Le petit neveu du célèbre graveur et décorateur Félix Bracquemond (1833-1914), Jacques Bracquemond (1930-2006) y a ouvert un petit atelier artistique essayant de suivre dans son travail de copiste le style de gravure du XIXe siècle.
À partir de l'an 2000, plusieurs artistes plasticiens professionnels se sont installés dans le village pour ouvrir leurs ateliers de création. Représentants de différentes écoles et effectuant des diverses démarches, ces artistes ont créé par leur présence toute l'année un lieu unique sur la Côte Fleurie. Sept artistes y ont travaillé jusqu'en 2010. Parmi eux, quatre sont membres de la Maison des Artistes de Paris : Anne Arc, Serge Chamchinov, Frédéric Lecaime, Tristan Morlet.

#### La Maison bleue

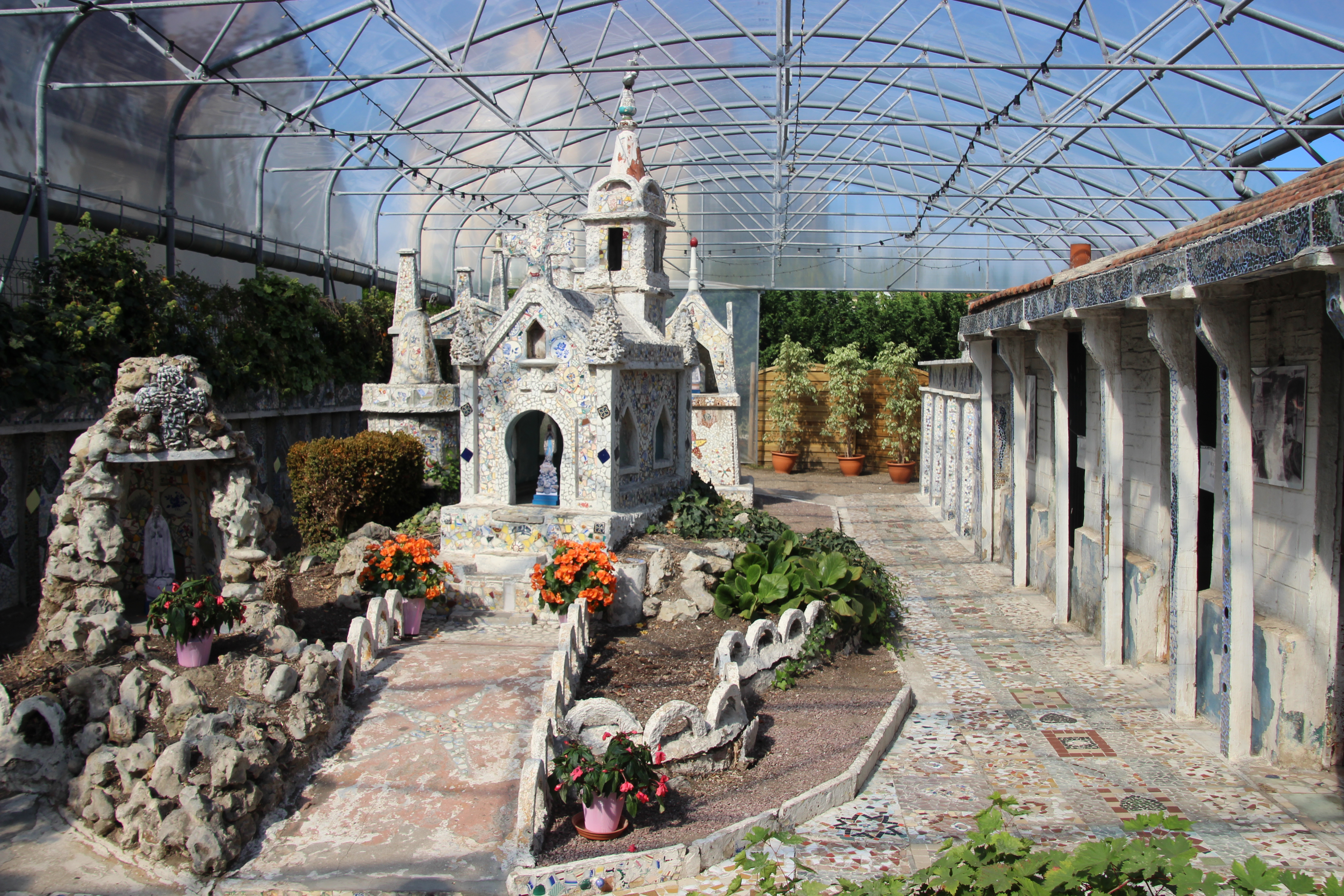
Vue générale de l'intérieur de la Maison bleue

La Maison bleue est l'œuvre d'un maçon d'origine portugaise, Euclides Ferrera da Costa (1902-1984), et réalisée de 1957 à 1977. L'artiste a utilisé pour son projet des matériaux de récupération divers, verre, vaisselle, faïence intégrés sur une base de ciment.
L'édifice est acquis par la commune en 1989. La Maison bleue fait l'objet d'une inscription au titre des monuments historiques depuis le 26 novembre 1991.

#### Le manoir de Bois-Hibout

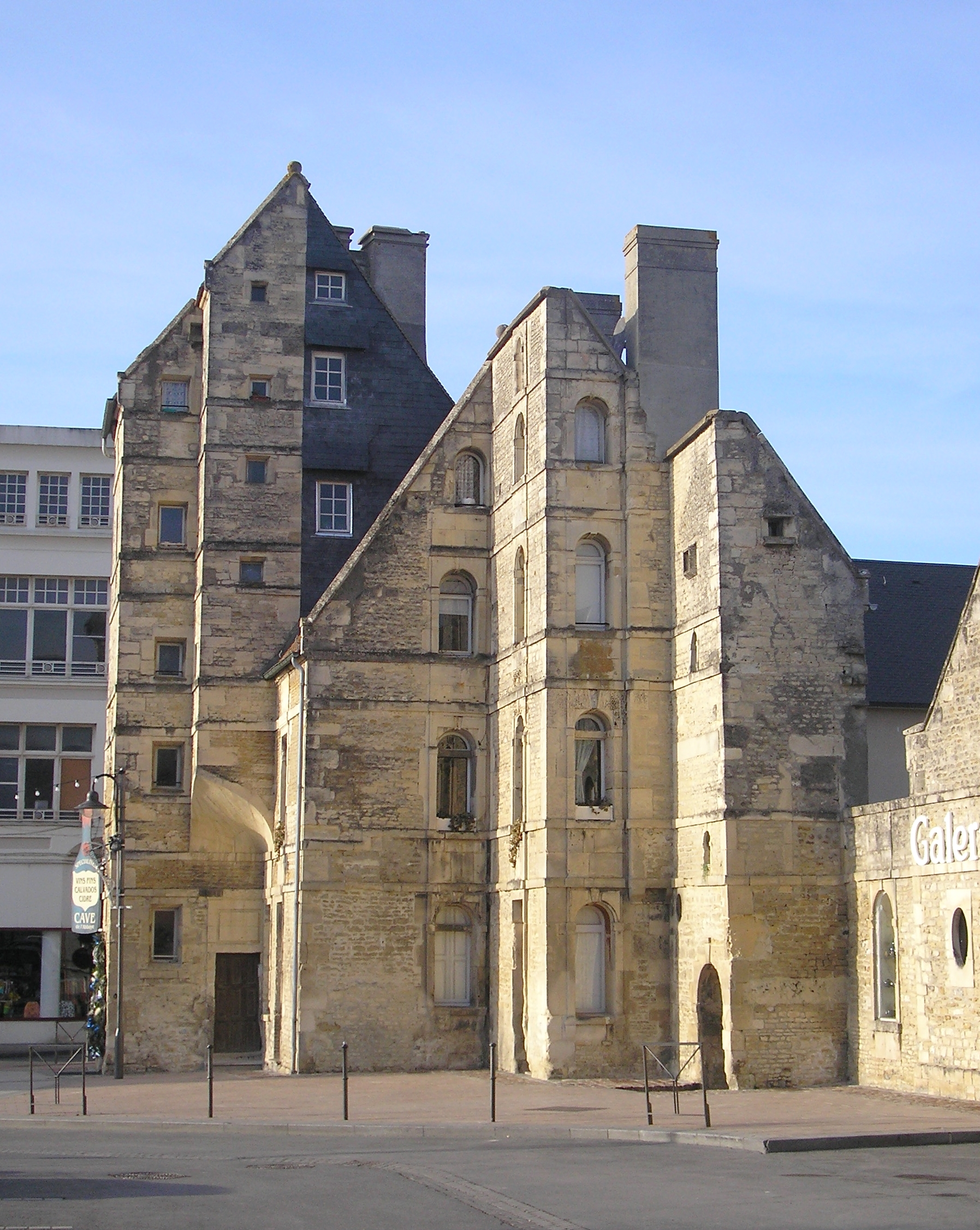
Le manoir de Bois-Hibout.

Cette maison de maître a été construite au XVIIe siècle par Leduc de la Falaise, valet de chambre de Louis XIV. Plus tard, elle est devenue la propriété d'un sieur de Bois-Hibout à qui elle doit son nom « le manoir de Bois-Hibout ». Restauré en 1975, le manoir domine la place de ses cinq niveaux construits en pierre de Caen. On dit qu'il existait autrefois un souterrain qui rejoignait l'église. Le manoir fait l'objet d'une inscription au titre des monuments historiques depuis le 18 mars 1927.

#### Autres maisons inscrites
- Manoir Saint-Cloud, inscrit depuis le 21 juin 1994[64].
- Villa Les Bossettes, inscrite depuis le 18 mai 1995[65].

#### Le beffroi
Batiment mémoire de l'usine, il abritait les services de la direction de l'usine. Un bâtiment d'anciens bureaux a été réhabilité et accueille la médiathèque depuis 2004. Il est inscrit au titre des Monuments historiques.

#### Les cités ouvrières, témoins du passé industriel
En 1891, l'ingénieur Secrétan construit sur les bords de la Dives, une usine de métallurgie spécialisée dans la fabrication du cuivre. Des cités sont construites à proximité pour accueillir les familles d'ouvriers français et étrangers. À l'entrée de chaque rue, la maison du contremaître se distingue par ses dimensions plus importantes.

#### Rétro-musée de pompiers Rosalie
Le rétro-musée de pompiers Rosalie est installé dans l'ancienne caserne de pompiers de la ville et est géré par une association déclarée en 2012. La collection comprend un véhicule de 1936, divers matériels, tenues, et accessoires liés aux interventions.

#### Le port de plaisance Port Guillaume
À deux heures de Paris, le port de plaisance de port Guillaume offre aux bateaux un abri sûr naturellement protégé par le cordon dunaire de l'embouchure de la Dives. Bassin à flot d'une capacité totale de 600 postes d'amarrage sur catways, équipés en eau et en électricité, ce port de plaisance est accessible six heures consécutives par marée par un chenal balisé. Port Guillaume propose ses services : une équipe présente tous les jours de l'année à l'écoute des plaisanciers, la possibilité d'un avitaillement en carburant, une information météo quotidienne, 25 places visiteurs, une station SNSM, des sanitaires, un élévateur de 30 tonnes et une zone de carénage, la présence d'un agent de port 24h/24, une surveillance de nuit. Une école de voile fonctionne toute l'année. Le port est relié aux plages des communes voisines : Cabourg à 300 m par une passerelle et Houlgate à 800 m par un chemin de bord de mer. Une halle aux poissons ouverte le matin pendant toute l'année propose à la vente le produit de la pêche.

### Personnalités liées à la commune
- C'est du port de Dives-sur-Mer que Guillaume le Conquérant est parti pour la conquête normande de l'Angleterre en 1066.
- Henri Magron (1845-1927), photographe, y est mort.
- Marie-Renée Ucciani (1883-1963), artiste peintre et sculpteur, vient peindre à Dives-sur-Mer.
- L'écrivain Louis Doucet (1949) est né à Dives-sur-Mer. Il évoque la ville dans plusieurs de ses ouvrages, notamment dans Images I et dans Rhizomes.
- À la fin de sa période d'émigration, en 1938, le poète russe Marina Tsvetaïeva a séjourné à Dives-sur-Mer[Note 5].
- Raphaël Briard (Dives-sur-Mer, 1914 - Fréjus, 1980), officier du régiment de marche du Tchad, compagnon de la Libération[67].

### Héraldique
| Blason de Dives-sur-Mer | Blason  | De gueules à la tour donjonnée d'argent ouverte, ajourée et maçonnée de sable, au chef cousu d'azur chargé d'une couronne ducale d'or accostée de deux besants du même. |
| Blason de Dives-sur-Mer | Détails | Le statut officiel du blason reste à déterminer. |

## Cartes postales anciennes

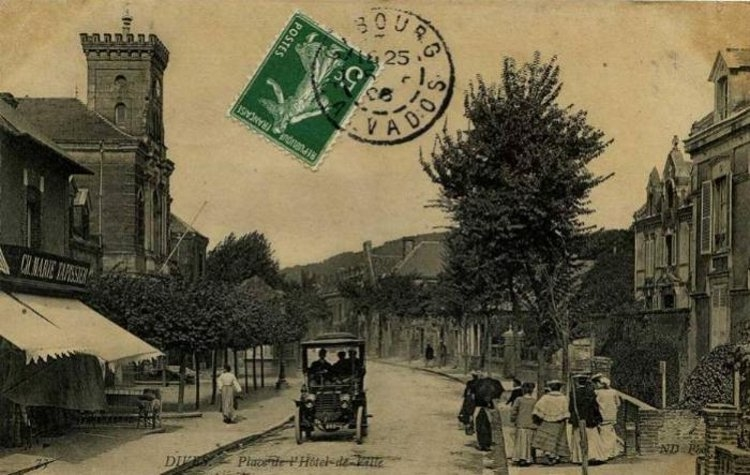
La place de L'Hôtel-de-Ville en 1906.
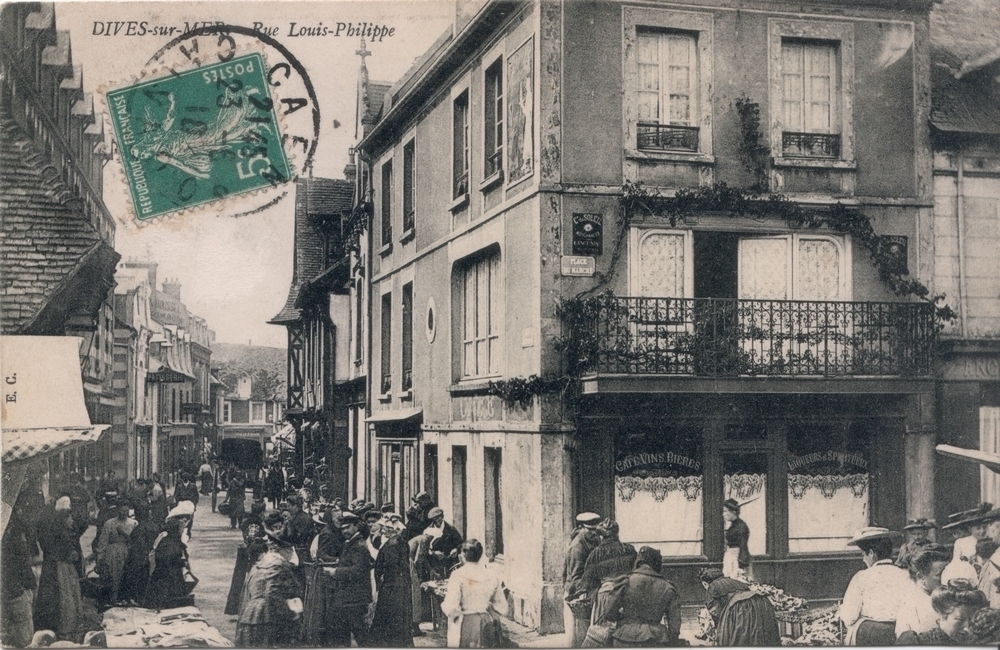
La Rue Louis-Philippe en 1910.
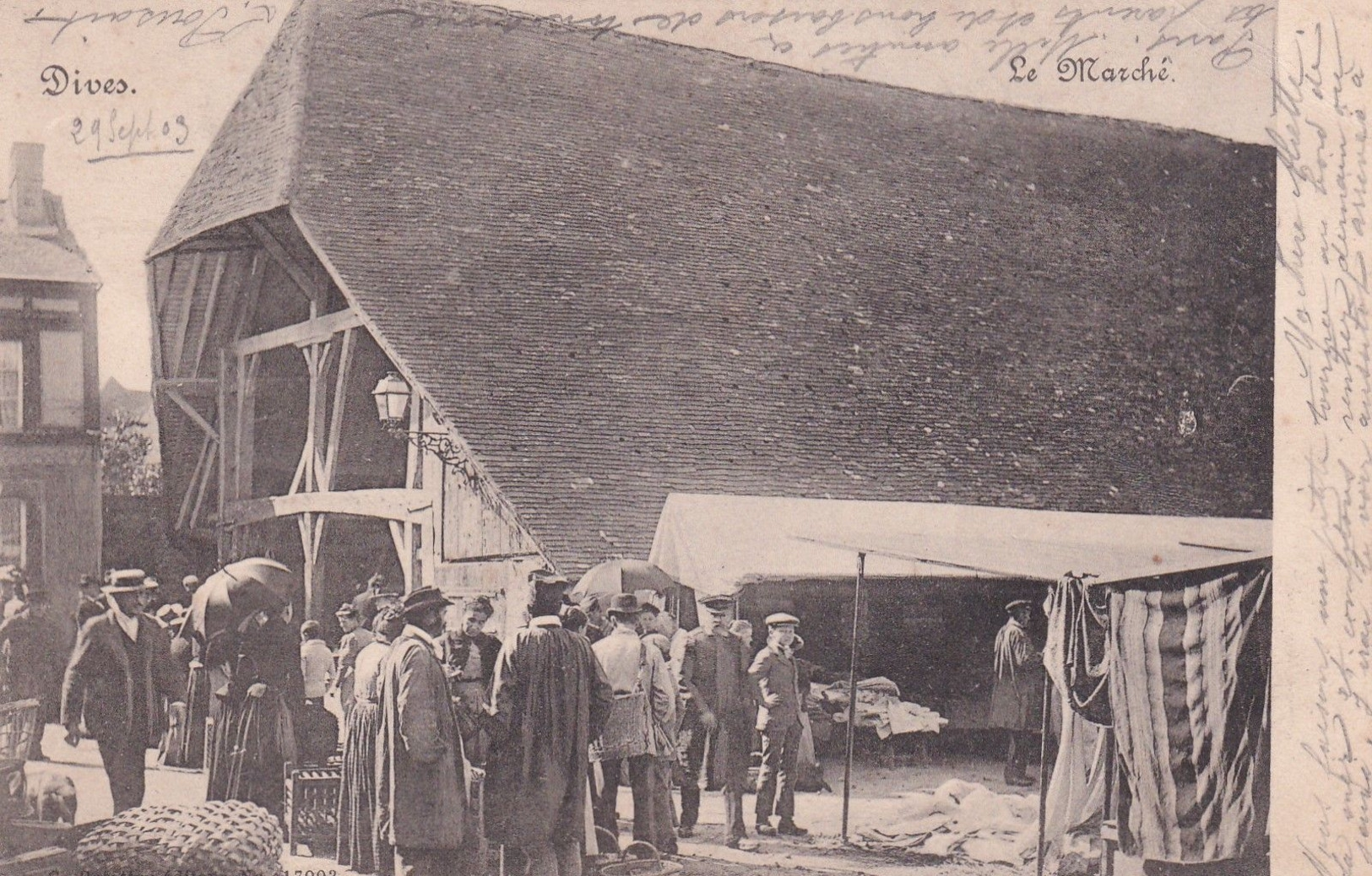
Le marché en 1903.
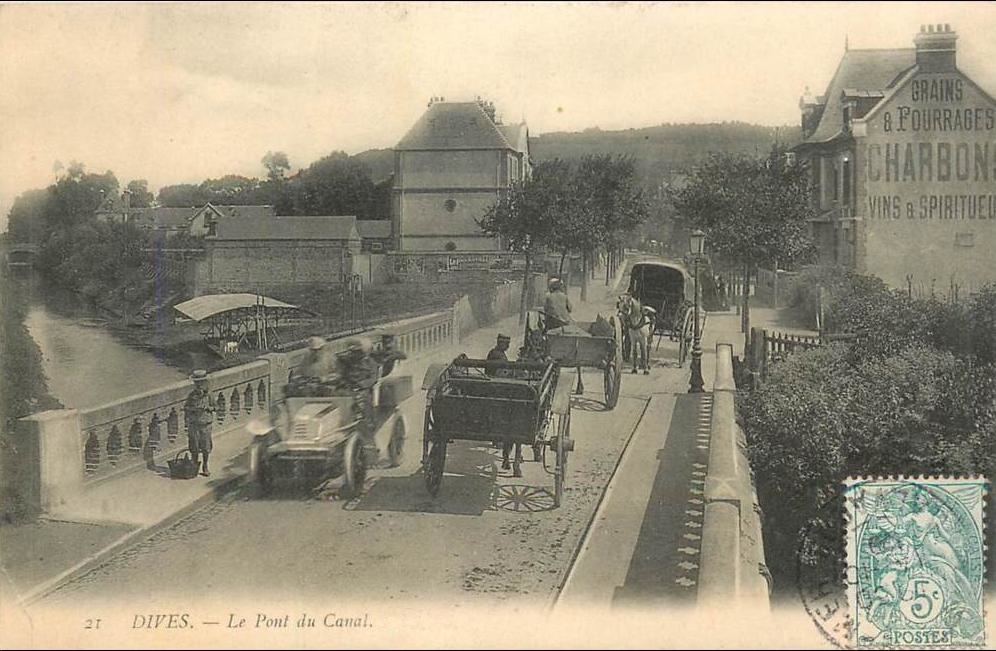
Le pont du canal vers 1905.
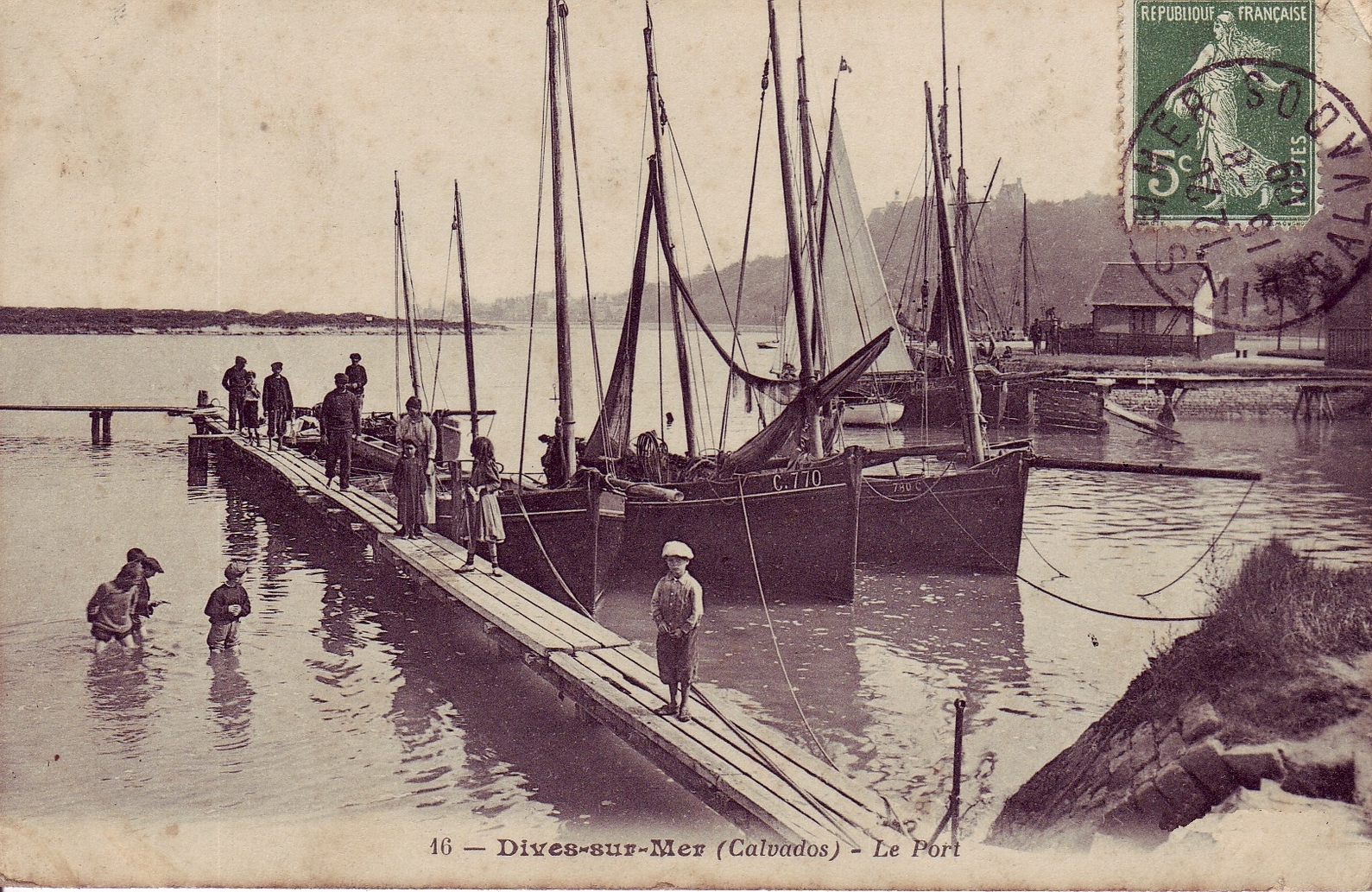
Le port en 1909.
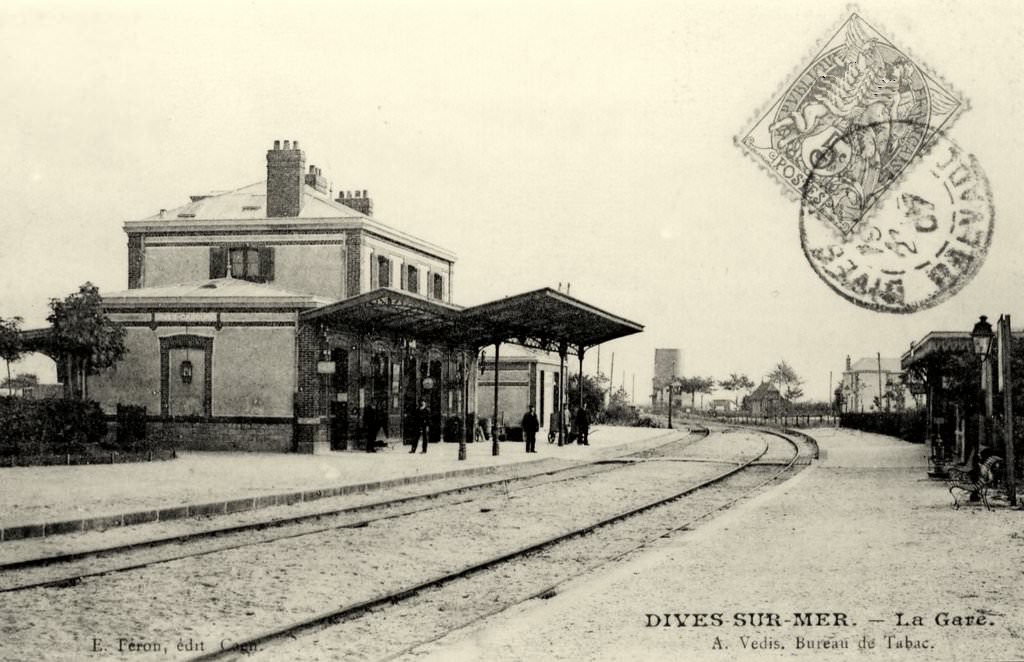
Carte postale de La Gare en 1907.

## Pour approfondir